# История медицины
Исто́рия медици́ны (лат. medicīna, от mеdеоr — «лечу, пользую») — история науки, изучающей болезни, предупреждающей и приводящей их к благополучному исходу. Деление медицины на внутреннюю (терапию), когда врачи лечат расстройства внутренних частей тела при помощи гигиенических средств и назначением лекарств внутрь, и наружную (хирургию) — лечение болезней наружных частей, травм костей, мышц и органов, требующих хирургического вмешательства, установилось ещё в доисторическую эпоху. Позже каждая из этих ветвей разделилась на отдельные части.

## Древний Египет

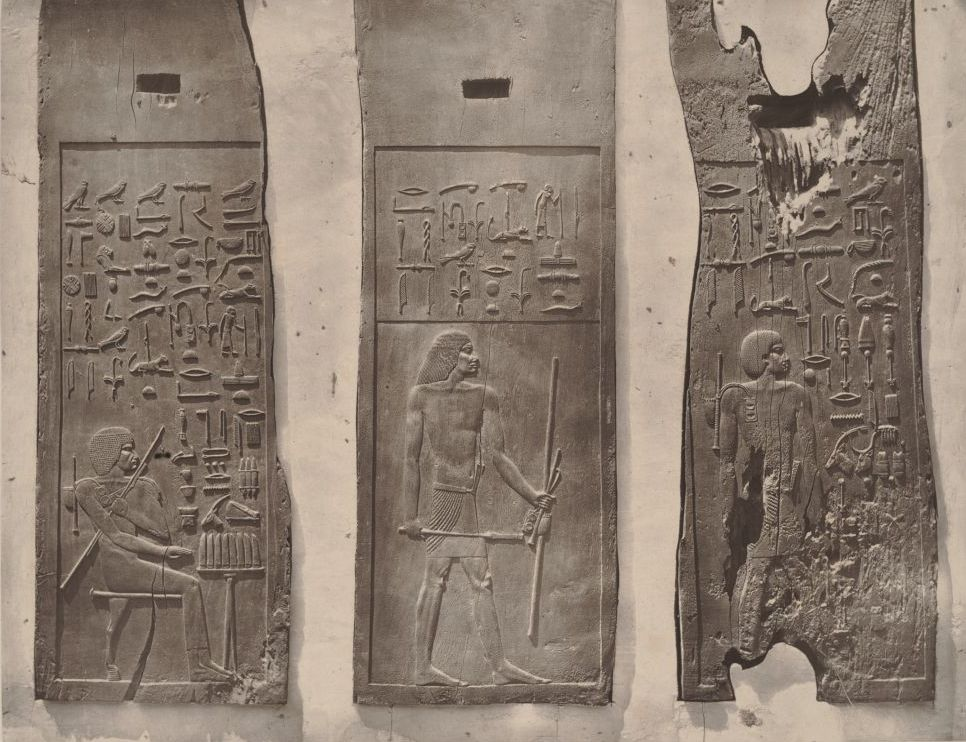
Изображение на деревянных досках Хесира, философа, архитектора, придворного библиотекаря и, вероятно, первого официально упомянутого дантиста в истории

## Древние Китай, Япония и Тибет

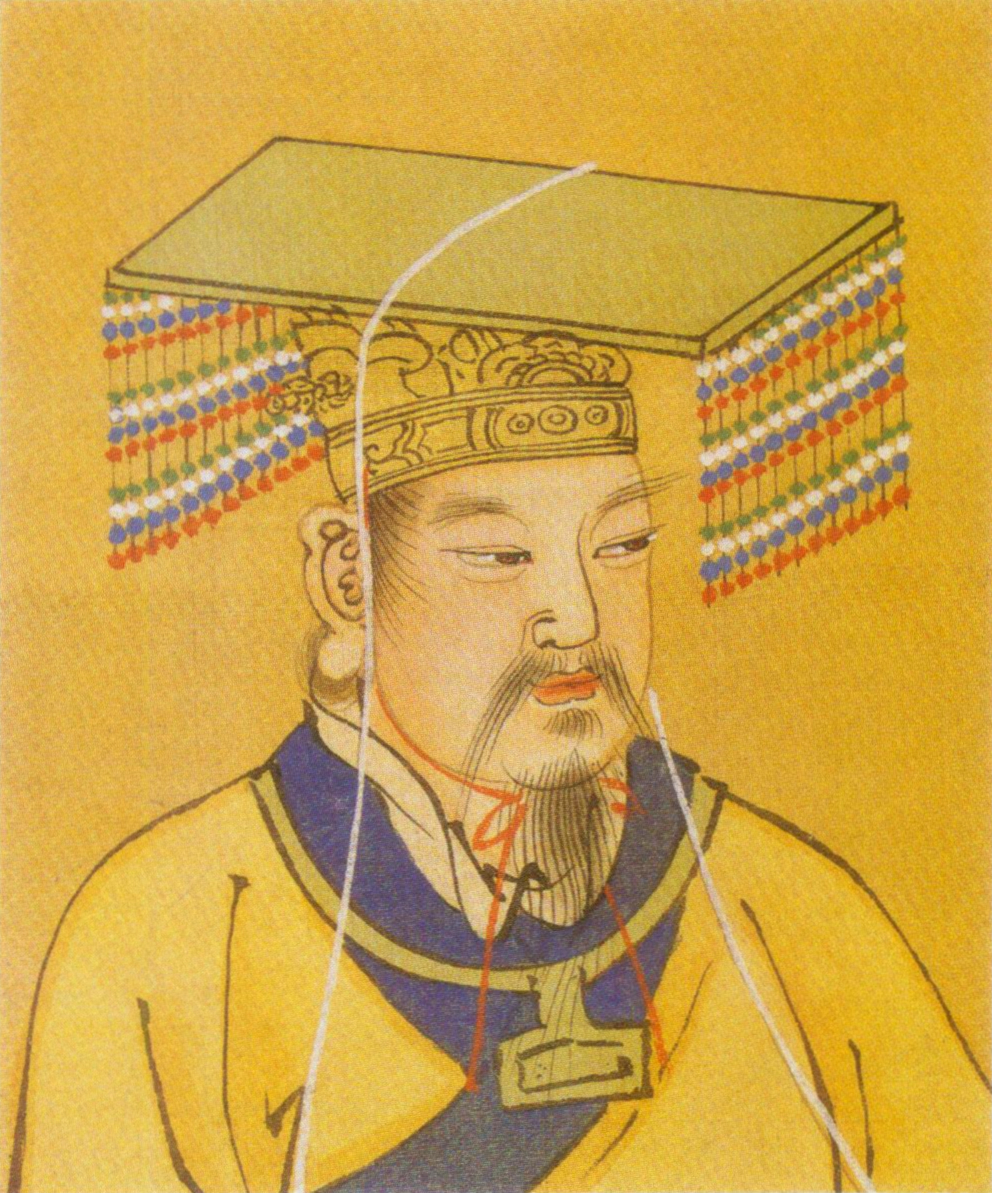
Хуан-ди — китайский император, легендарный основатель традиционной китайской медицины

Уже в 770—476 годах до н. э. в Китае существовала книга «Нэй-Цзин» по медицине. Труды Гиппократа и других греческих учёных датируются более поздними периодами (446—377 годы до н. э.). Вопреки распространённому мнению, медицина Древнего Китая не была представлена исключительно неподкреплёнными фактами, основанными лишь на религии и мифах. В V веке до н. э. в Китае проводились хирургические операции с применением наркоза и соблюдением асептики. В высших слоях общества была развита гигиена. Для предотвращения заражения гельминтами проводились общеизвестные в современном обществе процедуры, например, мытьё рук перед приёмом пищи. В период Танской династии (618—907 годы н. э.) китайским врачам были известны инфекционные заболевания (к примеру, лепра). Больного и всех, кто с ним контактировал, изолировали от остальных людей. Первые прививки от оспы были проведены в Китае ещё за тысячу лет до нашей эры. Инокуляция содержимого оспенных пустул здоровым людям с целью их защиты от острой формы заболевания распространилась затем и в другие страны (Индию, Японию, Турцию, Византию, страны Малой Азии и Европы). Однако вариоляция не всегда была успешной — имеются свидетельства о начале течения острой формы заболевания и даже о смертельном исходе. Традиционная китайская медицина была распространена во всех слоях населения.
В Японии медицина не была настолько самобытна и чаще японские врачеватели использовали китайскую медицину или некоторые её части.
Тибетская медицина корнями уходит в Индию. Именно оттуда пришли все медицинские знания на Тибет. Правда, до нас они дошли несколько изменёнными. Немало почерпнула медицина Тибета и от других древних цивилизаций. Из китайских источников были позаимствованы знания о некоторых лекарственных средствах природного происхождения, способах их обработки, некоторых видах лечебного массажа, иглотерапии. Все эти знания были изложены в главном медицинском трактате Тибета «Чжуд-ши». В Тибетской медицине не использовались хирургические методы. Считалось, что отдельный орган болеть не может. Болеет всё тело, так как оно неделимо. Тибетские врачи начинали лечение с приведения в равновесие нервной системы человека.

## Древняя Греция

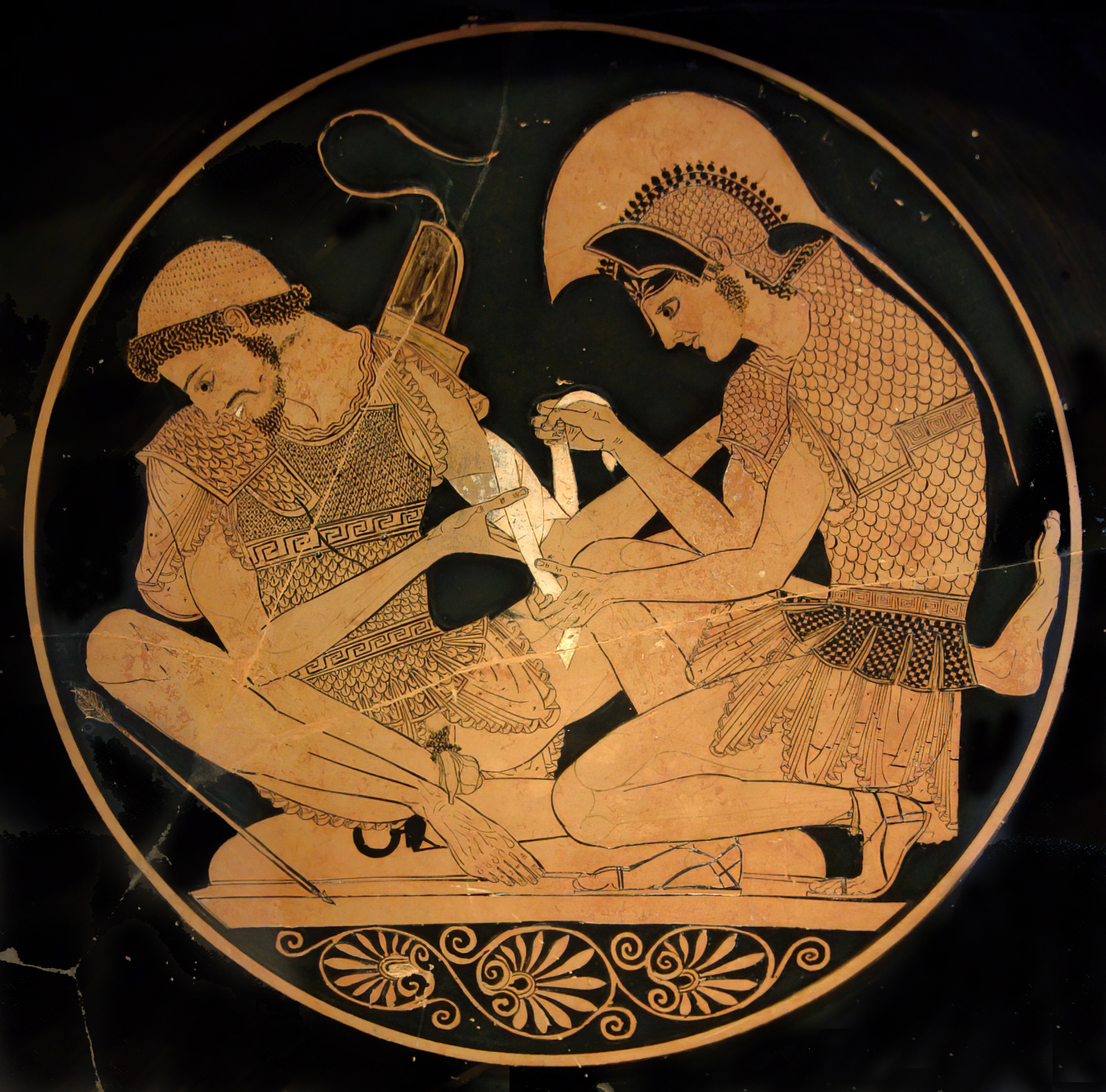
Ахилл, перевязывающий Патрокла. Краснофигурный килик, ~ VI век до н. э.

Одним из основателей медицины в Древней Греции признавался Асклепий — Аскле́пий (др.-греч. Ἀσκληπιός), или Эскулап (лат. Aesculapius), — в древнегреческой и древнеримской мифологиях бог медицины. По классической версии мифа, беременная Асклепием Коронида изменила Аполлону со смертным Исхием, за что была убита. На погребальном костре Аполлон вынул из чрева Корониды Асклепия и передал его на воспитание кентавру Хирону, который и обучил мальчика искусству врачевания, в котором тот достиг небывалых успехов.
Асклепий научился не только лечить самые разнообразные болезни, но и воскрешать мёртвых. Согласно одной из версий мифа, делал это он не из благих побуждений, а за плату. Такие действия возмутили олимпийских богов, которые сочли их нарушением законов мирового порядка. Зевс поразил Асклепия молнией, однако затем оживил и обожествил.
Культ Асклепия стал весьма популярным в Древней Элладе и вытеснил других «божественных врачей».

### Основные древнегреческие школы
Лечение происходило в храмах, которых насчитывалось более 320. В храме исцеление происходило посредством инкубации: больной, молившийся в течение дня, ложился в храме и засыпал; бог являлся во сне и объявлял свою волю. В Греции было несколько врачебных школ, которые соперничали одна с другой и, стараясь привлечь больше учеников, стали преподавать медицину светским людям. Особенно славились школы, бывшие в Кирене, городе Кротон (теперь Кротоне) и Родосе. Все они уже пришли в упадок, когда возникли две новые: в Книде и на острове Кос. Самой замечательной была последняя — из неё вышел Гиппократ. Названные две школы существенно различались по направлению. На Косе болезнь считалась общей патологией и соответственно лечилась, причём обращалось внимание на телосложение и другие особенности больного. Книдская школа видела в болезни местный патологический процесс, изучала его пароксизмы и действовала на местное расстройство. В этой школе насчитывалось много знаменитых врачей. Среди них особенной славой пользовался Эйрифон. Школа на Косе сначала была менее известной, чем Книдская, но, с появлением Гиппократа, она её существенно опередила.
Кроме храмов, другим источником медицинских знаний были философские школы. В них изучалась естествознание, следовательно и болезни. Философы освещали медицину с другой стороны, нежели врачи-практики — именно они разрабатывали её научную сторону. Они, кроме того, при посредстве своих бесед, распространяли медицинские познания среди образованной публики.
Третий источник медицины составляла гимнастика. Люди, заведовавшие ею, расширили круг своих действий и лечили переломы и вывихи, наблюдавшиеся часто в палестрах.
Икк из Тарента обратил особенное внимание на питание, и эта отрасль знаний затем приняла особенное развитие. Геродик из Селимврии применил гимнастику к лечению хронических болезней, и успех его приёмов заставил многих больных искать помощи не в храмах, а в гимназиях.

### Гиппократ

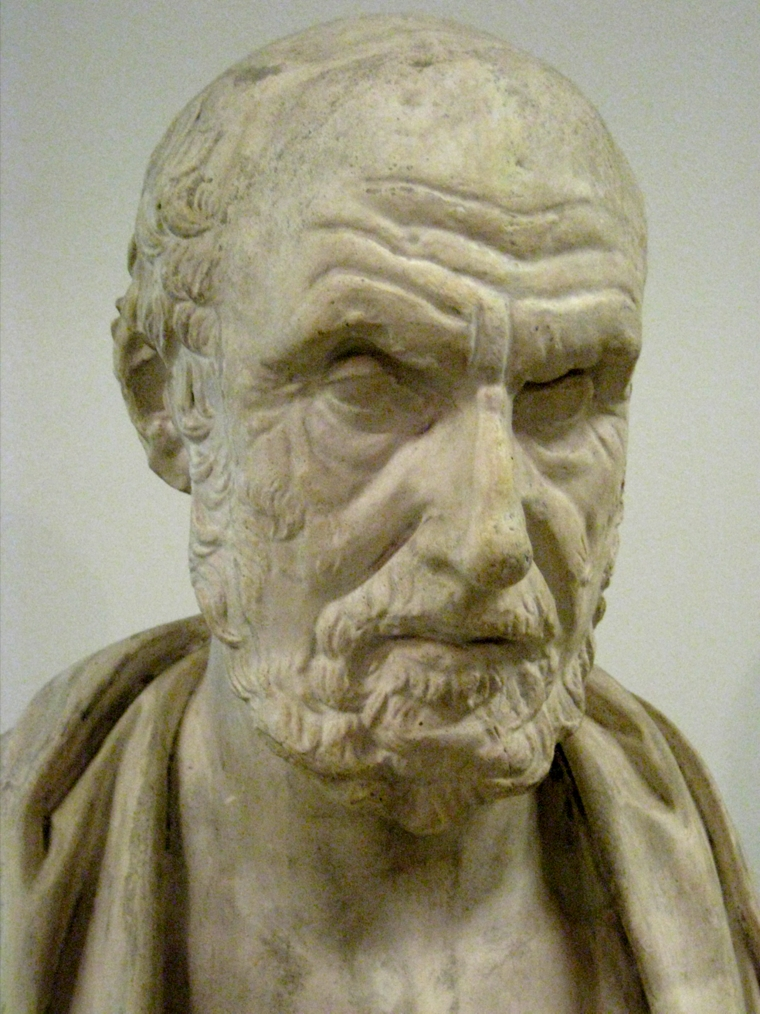
Гиппократ — знаменитый древнегреческий врач

Значимость Гиппократа заключается в том, что он сумел связать воедино все разрозненные течения (храмовую медицину, её философские школы и медицину в гимназиях), поэтому его иногда называют «отцом медицины». Его сочинения были предметом особого изучения. Объяснения к ним и их критика составляют особую библиотеку.
Согласно учению Гиппократа, по этиологии болезни разделяются на «внешние» и «внутренние». К первым причинам происхождения относятся: времена года, температура воздуха, вода, местность; ко вторым — индивидуальные, зависящие от питания и деятельности человека. В зависимости от времён года, развиваются те или другие болезни. Отсюда вытекает учение Гиппократа о климате. Возраст можно сравнить с временем года — каждому возрасту свойственно различное состояние теплоты. Питание и движение способны вызывать расстройства недостатком или избытком, способствуя или препятствуя потреблению неизрасходованных телом сил. Изучение изменений под влиянием болезней древняя медицина начала с жидкостей, почему патология Гиппократа называется гуморальной. По его мнению, здоровье зависит от правильного смешения жидкостей, или кразы. Болезнь происходит от расстройства кразы жидкостей. С этим связано учение о так называемом переваривании (кокции) жидкостей: например, при рините вытекающая из носа жидкость сначала водянистая и едкая; по мере выздоровления она делается жёлтой, тягучей, густой, перестаёт раздражать. Это изменение жидкостей древние обозначали словом «переваривание» и полагали, что большинство болезней стремится к перевариванию соков. Пока жидкость «сырая», болезнь находится на высоте развития; когда жидкость переварилась и приняла естественный состав, болезнь прекращается. Чтобы излечить болезнь, необходимо переварить соки. Выведение переваренной жидкости называлось кризисом. Последний происходит по строго определённым законам, а потому происходит в особые критически дни, установленные для каждой болезни, но несколько колеблющиеся в зависимости от различных причин. В значительно изменённом виде эти взгляды сейчас используются в учении о прогнозе исхода болезни. Предсказание (прогноз) для Гиппократа составляет основу всей практической медицины. Оно дополняет то, что больной не хотел или не умел рассказать. Обращаясь к настоящему, предсказание объясняет разницу между здоровьем и болезнью и опасности, ожидающие больного; после этого предсказание показывает, чего можно ожидать в будущем. Лечение составляет также часть системы, опирающуюся везде на опыт и наблюдения. Для применения лечебных средств указываются подходящие время и состояние болезни. Признаки болезней разработаны до крайней степени совершенства. Советуется пользоваться всеми чувствами при исследовании больного и сообщаются объективные признаки расстройств.
Многие приёмы, описанные Гиппократом, применены современной медициной лишь недавно (например, постукивание и выслушивание). У Гиппократа исключительно полно описана хирургия. Отлично разработаны операции трепанации, удаления гноя из грудной клетки, прокола живота и тому подобное.
Кровотечения составляют слабую сторону школы Гиппократа о хирургии, вследствие неумения останавливать их перевязкой сосудов. Поэтому ампутации, вылущение больших опухолей, вообще операции с большой потерей крови не производились и соответствующие больные оставлялись на произвол судьбы.

## Александрийская школа

### Догматическая школа

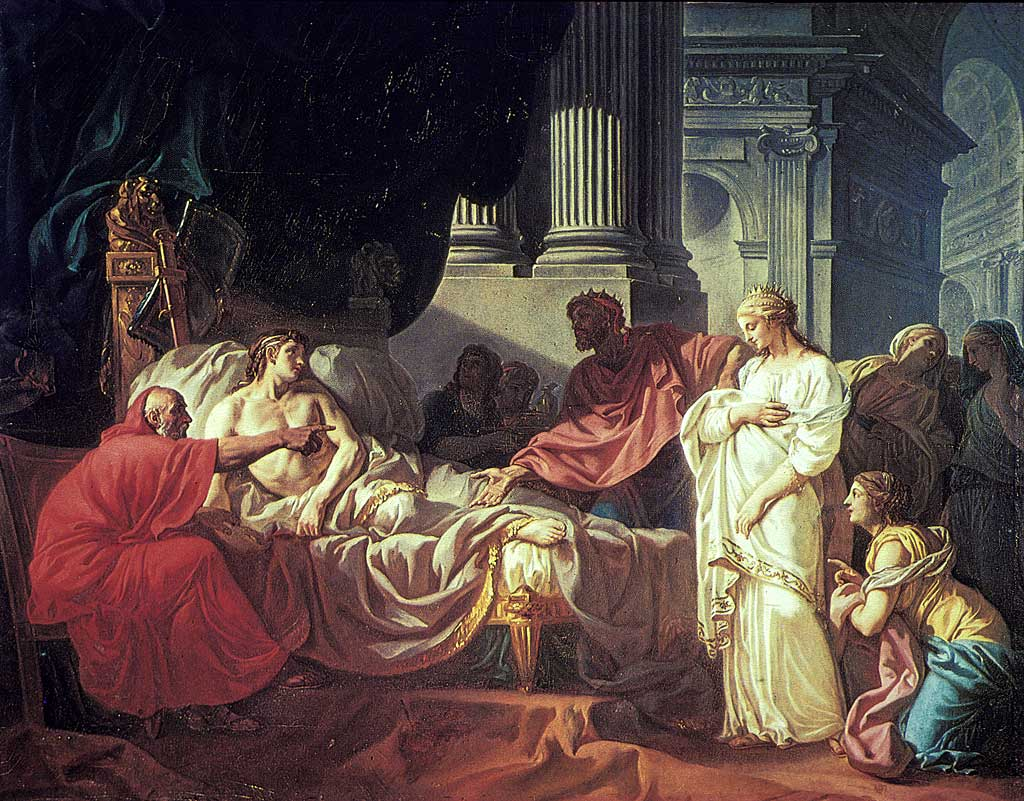
Эрасистрат — основатель медицинской школы, называвшейся по его имени. Картина Жака-Луи Давида «Врач Эразистрат обнаруживает причины болезни Антиох» (1774)

С падением Древней Греции медицинская наука пришла в ней в упадок. Вполне подходящим местом для наук и искусств оказалась Александрия. Птолемеи разрешили врачам вскрывать трупы, и, чтобы снять с анатомов позорное имя палачей и преступников, дававшееся им чернью, сами цари занимались вскрытиями. В Александрии находился музей, в котором были собраны образцы всех царств природы. Здесь жили известные учёные, получавшие содержание от государства и свободно занимались науками. Здесь же происходили диспуты, на которых обсуждались учёные вопросы. Герофил возвёл анатомию на недосягаемую до этого высоту только потому, что в то время, как его предшественники вскрывали трупы животных, он изучал человеческие. Он первый стал отличать нервы от сухожилий и доказал, что первые проводят ощущения. Также им были изучены черепные нервы, описаны мозговые оболочки (паутинная, твердая, мягкая), четвёртый желудочек. В области живота описаны лимфатические сосуды, печень, двенадцатиперстная кишка, исследованы мочеполовые органы. Эразистрат был не только анатом, но и опытный практический врач. Он изучал извилины и полости мозга, провёл деление нервов на чувствительные и двигательные, описал состояние лимфатических сосудов во время пищеварения, селезёнку, сердце и его клапаны. Он пытался объяснить дыхание, предполагая существование особого газа, который вводится через лёгкие в организм. В печени он предполагал особые жёлчные ходы, которые были открыты много веков спустя, когда стали рассматривать печень в микроскоп. При лечении, он предлагал кровопускания заменять другими средствами. Он назначал тёплые ванны, слабые промывательные, массаж, гимнастику и несколько лекарственных средств; питание больного он ставил на первый план. В хирургии Эразистрат проводил смелые для его времени взгляды. Оба знаменитых представителя александрийской школы принадлежали к так называемой догматической школе. Она, с одной стороны, считала своим учителем Гиппократа, с другой — старалась применить к медицине господствовавшие тогда философские учения.

### Эмпирическая школа
Последователи Герофила и Эразистрата плохо воспользовались направлением учителей. Их неудачи в изучении и лечении болезней повели к возникновению эмпирической школы. Эмпирики пытались извлечь основы для своего учения из непосредственного наблюдения. Они считали, что заключение следует делать из ряда одинаковых случаев, наблюдаемых при одинаковых условиях. При этом следует исключать из наблюдения всё случайное и удерживать лишь постоянное, неизменное. Оттого приступы ими делились на обыкновенные и случайные. Подобные наблюдения удерживались в памяти для сравнения со случаем, подлежащим исследованию. Такое сравнение называлось теоремой, непосредственное наблюдение — вскрытием. Каждому приходится самому наблюдать далеко не все важные случаи, оттого следует прибегать к чужой опытности. К этим источникам познания позднейшие эмпирики прибавили ещё эпилогизм, или искание связи причины со следствием. Аналогизмом называли сравнение подобного с подобным. Эмпирики намеренно отвергали научные основы медицины, поэтому они не сделали никаких важных открытий. Их предводители — Филин Косский, Серапион Александрийский, Зевкс Тарентский, Менодот из Никомидии, Секст Эмпирик, Марцелл Эмпирик и другие выступали в своих сочинениях против Гиппократа. За эмпириками остаётся одна заслуга: следуя направлению века, они изучали яды и противоядия. Побуждение к такого рода исследованиям исходило от царей. Славились познаниями в этом отношении Аттал III, но особенно — Митридат Евпатор.

## Древний Рим

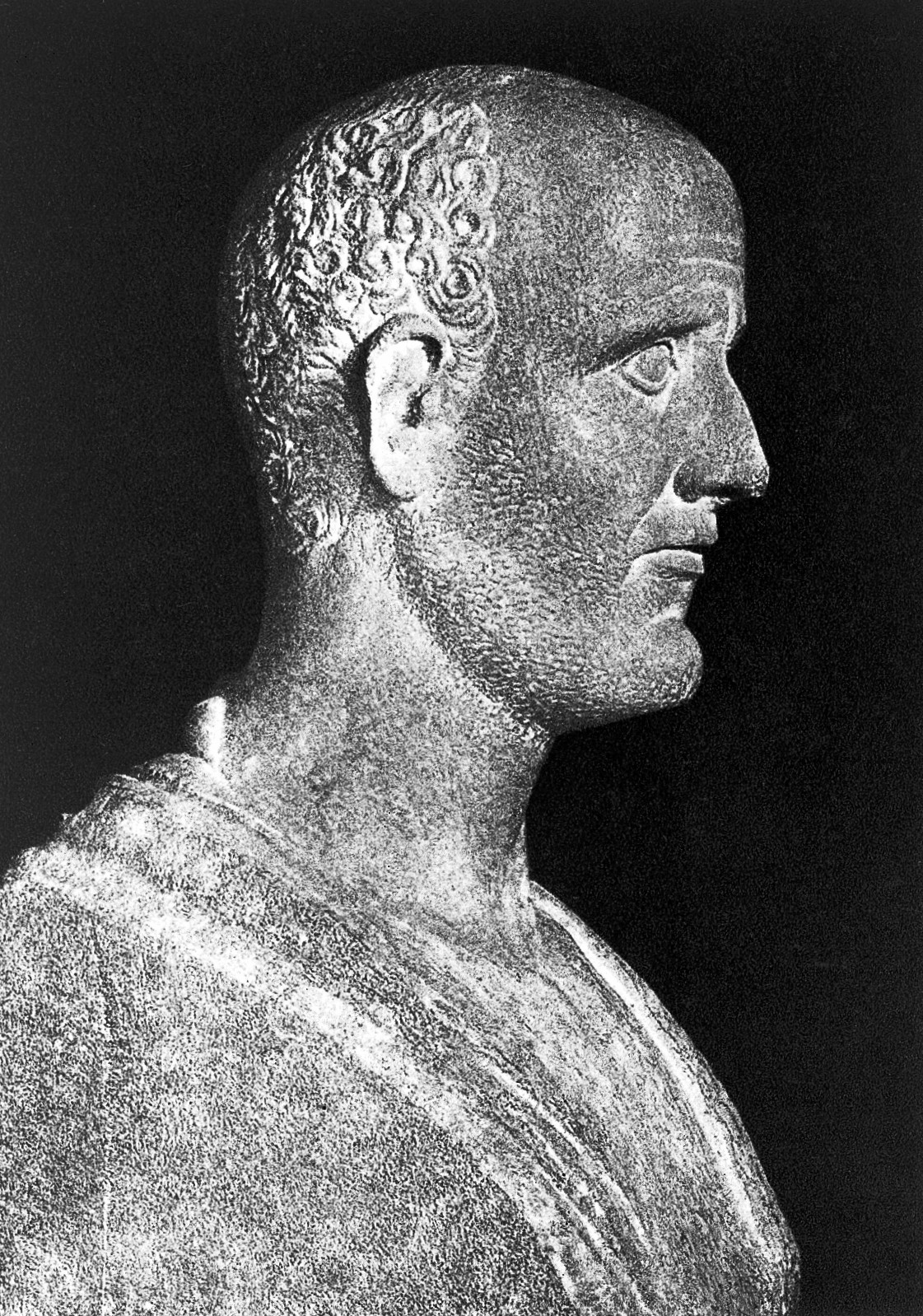
Асклепиад Вифинский — один из основателей древнеримской медицины

Научную медицину в Риме основал Асклепиад. Он старался лечить, доставляя удовольствие: назначал ванны, прогулки и вообще приятно действующие средства. Также удобны для пациентов были его теоретические воззрения: он воспользовался господствовавшей тогда системой Эпикура и применял её к медицине, объясняя ею все болезни. Благодаря ему медицина пользовалась всеобщим уважением.

### Методическая школа
Ученик Асклепиада, Темисон Лаодикейский, был основателем школы методиков, наиболее распространённой среди римских врачей. Подобно эмпирикам, методики отказывались познать скрытые стороны явлений. Они задавались целью изучить то общее в болезнях, что поддаётся изучению посредством внешних чувств. Методики искали — произошло ли расслабление или сужение частей. Замечено сужение — следует назначать кровопускание, растирание, снотворные. При ослаблении разрешению болезни способствовали более обильная пища и укрепляющие средства. Если это лечение не помогало, прибегали к рекорпорации, или возрождению, которое состояло в медленном изменении привычек. Темизон был весьма талантливый врач, хорошо описавший лепру, ревматизм, водобоязнь. В его время начали применять лечение холодной водой. Этим способом вольноотпущенник Муза вылечил императора Августа. Хармис применял подобное лечение. Одним из лучших представителей методической школы был Авл Корнелий Цельс, который своими энциклопедическими сочинениями способствовал распространению медицинских познаний. Его описания органов свидетельствуют о знании им анатомии. В лечении он следовал то Гиппократу, то Темизону. Хирургические его сведения весьма обширны. Его способ дробления конкрементов мочевого пузыря (литотомии) употреблялся долгое время в древности. Им даются точные указания о трепане. При трудных родах он предложил вытаскивание живого ребёнка поворотом на ножки, чем значительно сузил показания к эмбриотомии. Он предложил термин «катаракта» и её удаление давлением вниз или разрезом. Высшей степени блеска методическая школа достигла благодаря Сорану Эфесскому. Он предложил множество средств против кожных болезней, которые тогда были сильно распространены. Был противником проносных средств, исключительно местных болезней не признавал и доказывал, что всякое местное страдание отзывается на всем организме. Его противник Мосхион точно описал признаки предстоящего выкидыша и сообщил весьма полезные указания о воспитании новорождённых. Лучшим истолкователем методической школы был Целий Аврелиан. Он весьма точно описал распознавание болезней, поэтому его сочинения в течение средних веков были руководящими при лечении.

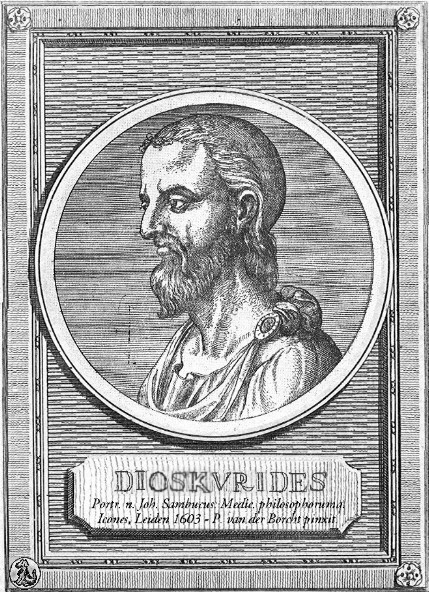
Диоскорид — реформатор античной медицины, «отец фармакогнозии»

Изучение ядов и противоядий стало менее активным и в медицине осталось направление, искавшее улучшения лечения в новых лекарственных средствах. Появилось множество сочинений, в которых описывались новые и старые средства, причём забывали точно определить болезнь, при которой данное лекарство полезно — указывали только, что средство ослабевает тот или другой припадок. Все подобные сочинения были обработаны и послужили основой для произведения Диоскорида, «отца фармакогнозии», «О лекарственных веществах» (лат. De materia medica). Его сочинение считалось классическим до XVII ст. Он описывает растения на основании своих собственных наблюдений. Кроме растений, Диоскорид описывает много других средств. Упоминаемый им жир из шерсти вошёл недавно в употребление под именем ланолина. Другим замечательным учёным был Плиний Старший. В медицинских сочинениях он приводит описания лекарственных средств и указывает болезни, при которых данные средства полезны. Особенно много средств приводится против болезней кожи.

### Школа пневматиков

Аретей из Каппадокии — выдающийся древнеримский врач, наиболее известный как талантливый наблюдатель и экспериментатор

На смену методической школы выступила пневматическая, объяснявшая расстройства в теле несоответствием душевных свойств. Кроме духа телом управляют, по учению пневматиков, четыре элемента (теплота, сухость, холод, сырость).
- Теплота и сухость вызывают горячие болезни;
- Холод и сырость — флегматические;
- Холод и сухость — меланхолию.
- После смерти всё высушивается и делается холодным.

Пневматики разработали учение о пульсе, описали много его видов и на его основании ставили предсказание. Основателем этой школы был Афиней Атталийский, который также разработал диетику, подробно описал влияние воздуха, жилища и привёл средства для очищения воды. Ученик его Агатин уклонился от мнений своего учителя и создал эклектическую школу. Большее значение имел ученик Агатина, Архиген, живший в Риме во время Траяна. Он описал 18 видов пульса, привёл признаки повреждения головы, а также — многих других болезней.
Он предложил много сложных лекарств, из которых особенно славилась hiera. Одновременно с предыдущими жил известный учёный Аретей из Каппадокии. После Гиппократа — это лучший наблюдатель древности. Почти каждую описываемую им болезнь он исследовал сам. Каждое осложнение приводится с указанием приблизительной частоты. Аретей хорошо показал влияние телосложения, атмосферы, климата на болезнь. Описание болезни у него начинается изображением строения соответствующего органа. Лечение, применяемое Аретеем, просто и разумно; предпочитаются простые средства в малых количествах, везде указывается необходимый образ жизни для больного.

### Гален

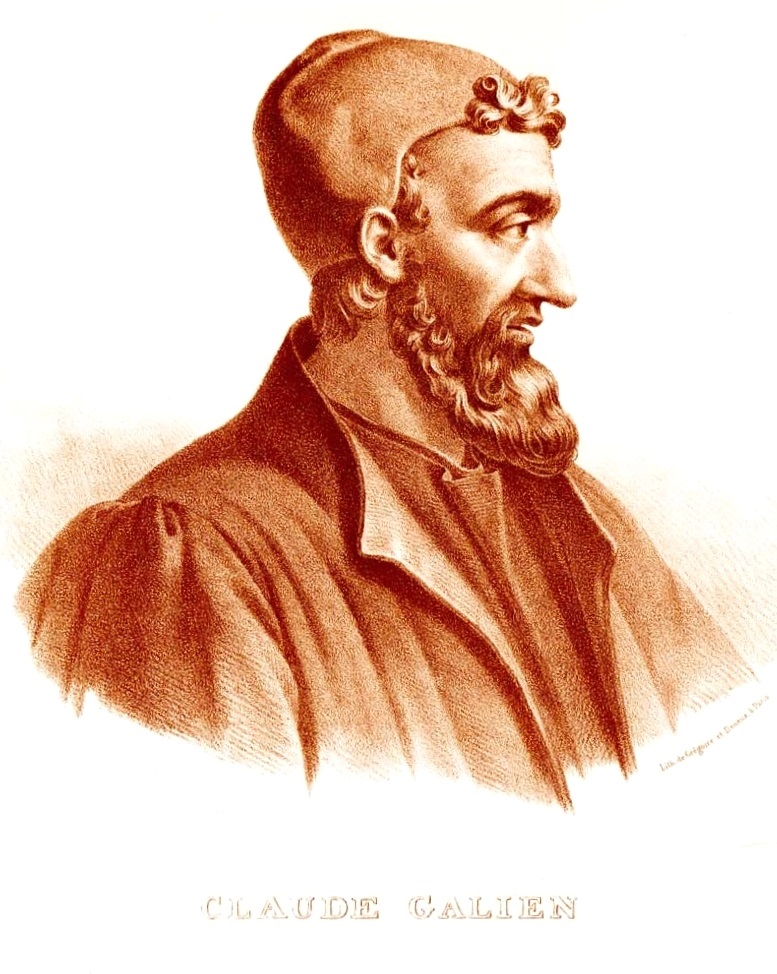
Гален — древнеримский медик, наиболее известный врач античности после Гиппократа

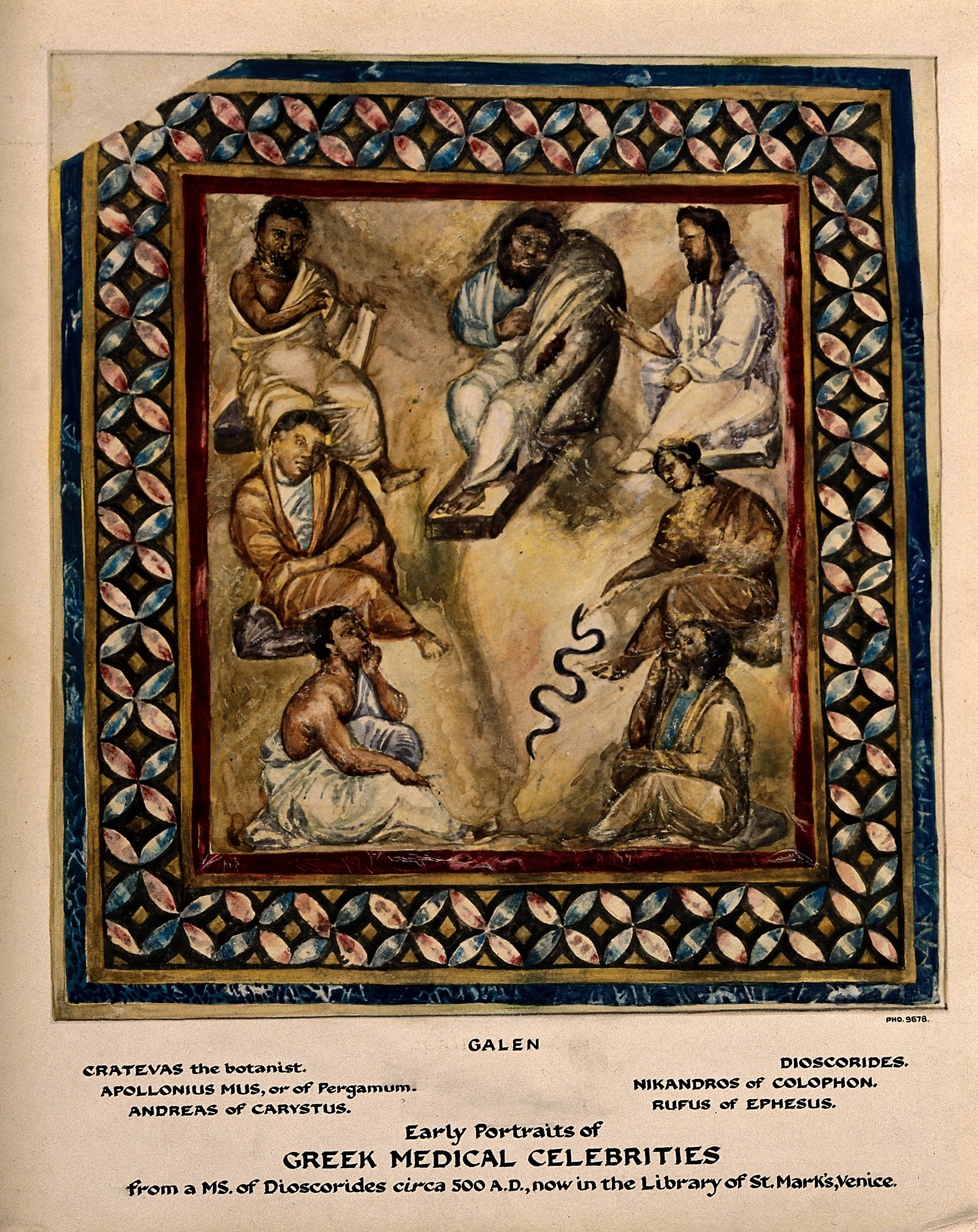
Портреты семи медиков в Венском Диоскориде. Гален изображен сверху в центре, справа — Диоскорид, Никандр Колофонский, Руф Эфесский; слева — Кратеуас, Аполлоний Мус или Пергамский, Андрей Каристский

Наиболее известным древнеримским медиком был Гален, пользовавшийся до XVII века славой непогрешимого учёного и изучавшийся в медицинских университетах до XIX века включительно. Он написал 500 трактатов о медицине. Большинство их погибло, но оставшиеся составляют большой сборник. Гален предпринял ревизию медицинских знаний в духе Гиппократа. Анатомия им подробно изложена в нескольких трактатах. В основу физиологии Галеном положены элементы, заимствованные из разных школ. При описании крови он довольно близок к открытию кровообращения. Механизм дыхания Галеном разбирается подробно, причём последовательно разобрана работа мышц, лёгких и нервов. Целью дыхания считается ослабление теплоты сердца. Главным местом, где помещается кровь, он признаёт печень. Питание, согласно его учению, состоит в заимствовании из крови нужных частиц и удалении ненужных. При этом каждый орган отделяет особую жидкость. Функции мозга Гален исследовал перерезкой его на различной высоте. Значение нервов также выяснялось их перерезкой. Основным правилом гигиены Гален признавал следующее: необходимо поддерживать все тело и отдельные части в естественном состоянии и согласовать с последним всю жизнь. Искусство владеть своими страстями ставится на первый план при описании средств, при помощи которых можно достигнуть долголетия. В патологии, в противоположность Гиппократу, расстройства объясняются не одним изменением жидкостей, но отчасти изменениями в твёрдых частях и функциях. При лечении необходимо вызывать состояние, противоположное тому, которое составляет предмет жалоб — помогать природе в её полезных усилиях и подражать им. Следуя направлению своего века, Гален предлагает лекарства сложные, свойства которых определяются на основании не опыта, а умозрений. По обширности знаний, по стремлению связать их в стройную систему Гален заслуживает имя великого преобразователя. Но его склонность к теориям, желание все объяснить и при этом в выражениях, не допускающих возражений принесло медицине немало вреда: враги здравого наблюдения в своих умствованиях в течение нескольких веков прикрывались авторитетом Галена. Поэтому, начиная с XVI века, поклонники научной медицины с такой яростью нападали на Галена, иногда преувеличивая его недостатки. После смерти Галена медицина в Риме и других местах надолго пришла в состояние упадка. С началом краха Римской империи образованность начала исчезать и в медицине обнаружился поворот к худшему: появились суеверные приёмы лечения, вера в колдовство и амулеты — признаки доисторического строя мысли. Из врачей этого периода лишь немногие заслуживают упоминания: Орибасий, Аэций из Амиды, Александр Траллийский, Павел Эгинский. Они были талантливыми учёными, но уровня Галена не достигли.

## Средние века
С разрушением Римской империи ключевую историческую роль в медицине начинают играть арабы и германские племена.

### Медицина в исламских странах

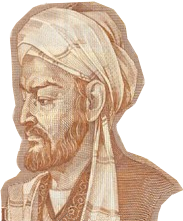
Ибн Сина — один из наиболее известных средневековых врачей исламского мира

В VII веке в исламских странах начинают активно распространяться просвещение и науки, учёные исламского мира продолжают развивать медицинские знания древних цивилизаций. Халифы покровительствуют наукам и учёным. Харун ар-Рашид устраивает в Багдаде школы, больницы и аптеки. Его сын Аль-Мамун основывает в Багдаде Академию, призывает к себе из всех стран учёных. Школы устраиваются во многих местах: в Куфе, Басре, Бухаре и т. д.
В 873 году при Ахмаде ибн Тулуне введена первая крупная государственная больница, предназначенная исключительно для бедных слоёв населения. При поступлении в больницу одежда и деньги сдавались на хранение управителю, а при выписке из больницы пациент получал в качестве последнего рациона одну курицу и один хлеб. Больница включала также отделение для умалишённых.
Мусульманские народы в период золотого века ислама находились в условиях, по-видимому, особенно способствовавших развитию медицины, так как ислам призывает искать лекарства от болезней и превозносит тех, кто лечит людей. Мусульманские учёные-медики переводили и изучали сочинения древних медиков. Ибн Зухр (Авензоар) является первым известным врачом, осуществлявшим анатомирование и посмертное вскрытие человека. Знаменитейшие из арабских и персидских медиков: Аарон, Бактишва (несколько врачей-несториан), Гонен, Ибн аль-Вафид (Абенгефит), Ар-Рази, Али ибн Сахль Раббан аль-Табари (Гали-Аббас), Ибн Сина (Авиценна), Альбукасис, Ибн Рушд (Аверроэс), Абдул-Латиф аль-Багдади.
Известный в средние века еврейский врач, раввин, ученый, кодификатор законов Торы Моше бен Маймон, в русской традиции Моисей Маймонид, в еврейской традиции акроним Рамбам (рав Моше бен Маймон), будучи одновременно личным врачом Салах ад-Дина кроме известных галахических трудов в рамках иудаизма, философских и написал десятки трудов по медицине на арабском языке, настаивая на профилактике заболеваний, на ограничении в излишествах, на тщательном подборе лечебных средств, имел рациональный подход к медицине и считал, что то, что можно вылечить диетой, надо лечить диетой и не прибегать к помощи лекарственных препаратов. Рамбам придавал большое значение влиянию физического состояния на душевное и духовное, предлагая способы лечения волнения и грусти. В своих взглядах опирался на Галена. Рекомендации Рамбама по профилактике заболеваний, питанию, питьевому режиму, правильному сну сохранились внутри еврейской религиозной традиции до нашего времени.
Выдающийся хирург своего времени Альбукасис поднял хирургию до ранга самостоятельной науки, его трактат «Ташриф» («at-Tasrif») — первый иллюстрированный труд по хирургии. Он стал применять антисептики при лечении ран и накожных повреждений, изобрёл нити для хирургических швов и около 200 хирургических инструментов, которые впоследствии использовались хирургами как в мусульманском, так и в христианском мире. Ар-Рази составил наставления по сооружению больниц и выбору места для них, написал труды о значении специализации врачей («Один врач не может лечить все болезни»), о медицинской помощи и самопомощи для неимущего населения («Медицина для тех, у кого нет врача») и другие.

### Медицина в средневековой Западной Европе

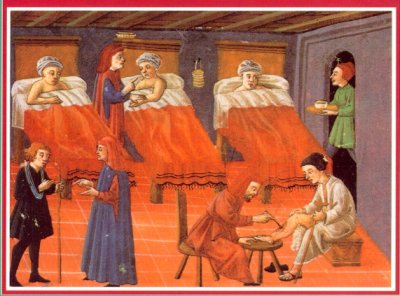
Гравюра, изображающая врачей и пациентов Салернской врачебной школы XI—XII век

В средневековой Западной Европе, по сравнению с античностью, эмпирическая наука находилась в упадке, приоритет имели теология и схоластика. Сосредотачивалась наука в университетах. В университетах на территории современной Германии, Англии и Франции, начиная с IX века, преподавалась, в том числе, медицина. Лечением занимались монахи и светские люди. Самой знаменитой из врачебных школ в Европе в средние века была Салернская. Сочинения этой школы были приняты, как образцовые, в других училищах. Особенной известной была гигиеническая поэма «лат. Regimen Sanitatis». К Салернской школе принадлежали врачи духовного и светского звания, а также женщины. Они заведовали больницами, сопровождали в походах армии и состояли при королях и принцах. Только в XIII веке у немногих представителей медицины замечается поворот и обнаруживается стремление изучать природу путём наблюдений и опытов. Таковы Арнольд из Виллановы («Салернский кодекс здоровья») и Р. Бэкон. В XIV веке начинается разработка анатомии на основании вскрытий и Мондино де Луцци (1275—1326) издаёт сочинение, содержащее точные изображения органов. До XV века арабы царили в европейской медицине, так что даже сочинения Галена в Европе распространялись в переводах с арабского.

## XV—XVI столетия

### У ацтеков
Медицина ацтеков была на уровне основных достижений развитых обществ древнего Востока, а также сравнима с медициной древней Греции и древнего Рима, а кое в чём даже превосходила современную ей медицину Западной Европы. У ацтеков было несколько сот терминов для обозначения частей человеческого тела. Лекарственное врачевание на континенте было тесно связано с магией, однако по сути своей оно основывалось на многовековом эмпирическом опыте народов. Лечением болезней занимались жрецы и врачеватели, которых называли тиситль. Они занимались своей практикой публично и располагали богатой сокровищницей лекарственных средств растительного происхождения, большинство из которых не было известно в Старом Свете. Созданные ими сады лекарственных растений поразили испанских конкистадоров (Западная Европа того времени ещё не знала аптекарских садов и огородов).
О врачевании и лекарственных растениях Месоамерики вкратце упоминали почти все хронисты XVI века (Эрнан Кортес, Берналь Диас дель Кастильо, Диего Дюран, Тесосомок, Иштлильшочитль, Торквемада, Мотолиниа, Мендьета, Акоста, Мартин де ла Крус, Саагун). Бернардино де Саагун подошёл к этому вопросу с особым энтузиазмом, описав сами растения, приведя их местные названия, а в некоторых случаях и место произрастания. В своей «Общей истории о делах Новой Испании» сам Саагун дал описания 123 лекарственным травам, в то время, как в текстах его информаторов упоминаются 266 растений.
Данные Саагуна отличаются от собранных ранее крещенным ацтеком Мартином де ла Крусом (1552), который написал на науатль иллюстрированную рукопись, переведённую на латынь Хуаном Бадиано под названием «Libellus de Medicinalibus Indorum Herbis» (либо «Кодекс Де ла Крус Бадиано») на 63 листах. Только 15 растений у последнего совпадают с теми, что у Саагуна, и 29 растений совпадают с теми, что у индейских информаторов. Всего в кодексе (книги X и XI) в специальных разделах о травах описано 251 лечебное растение и приведено 185 цветных рисунков. Сегодня многие из них изучены и введены в мировую медицинскую практику. Однако большинство из них остаются неизвестными современной науке.
В 1570—1577 годах в Мексике работал над созданием обширного труда на латыни по ботанике и зоологии Франсиско Эрнандес де Толедо (1514 или 1517—1578), но его работа была опубликована лишь в 1615 году на испанском языке под названием «Естественная история Новой Испании», или «История растений Новой Испании», или «Растения и Животные Новой Испании…», или «Четыре книги о природе и достоинствах растений и животных» («Historia Natural de Nueva España», или «Historia de las plantas Nueva España», или «Plantas y Animales de la Nueva Espana, y sus virtudes por Francisco Hernandez, y de Latin en Romance por Fr. Francisco Ximenez», или «Quatro libros de la naturaleza y virtudes de las plantas y animales…»). За семь лет своих исканий Эрнандес собрал сведения о 3076 растениях и более 500 животных, и почти ко всем из них он привёл их характеристики. Из 3076 растений ботаники Вальдес и Флорес в 1985 году идентифицировали 667 растений на уровне видов, а 347 — на уровне родов или семей. Позже его книга неоднократно переиздавалась, а некоторые растения из неё благодаря Эрнандесу получили в дополнение к биноминальной номенклатуре авторство таксона.
Согласно Международному кодексу ботанической номенклатуры (МКБН) ему присвоено наименование F.Hern.
Основное отличие работ Саагуна и Эрнандеса не только в количестве собранных растений, но и в том, что Саагун опирался больше на сведения индейских информаторов, в то время как Эрнандес старался своими силами собирать растения и давать им собственные описания, следуя европейской традиции. Тем самым труд Бернардино де Саагуна несёт в себе немалый доколумбовый аутентичный опыт.

### В империи инков
Энрике Облитас Поблете в 1963 году в своей книге «Культура Кальавайа» доказал использование пенициллина в лечебной практике индейских знахарей народности кальавайа, которые при инках (XV—XVI) были привилегированной кастой «носильщиков паланкина» и лекарями правителя. Пенициллин знахари калавайа открыли в эпоху инков из смеси грибков и различных растений (унту, кукуруза и др.).

### В Европе

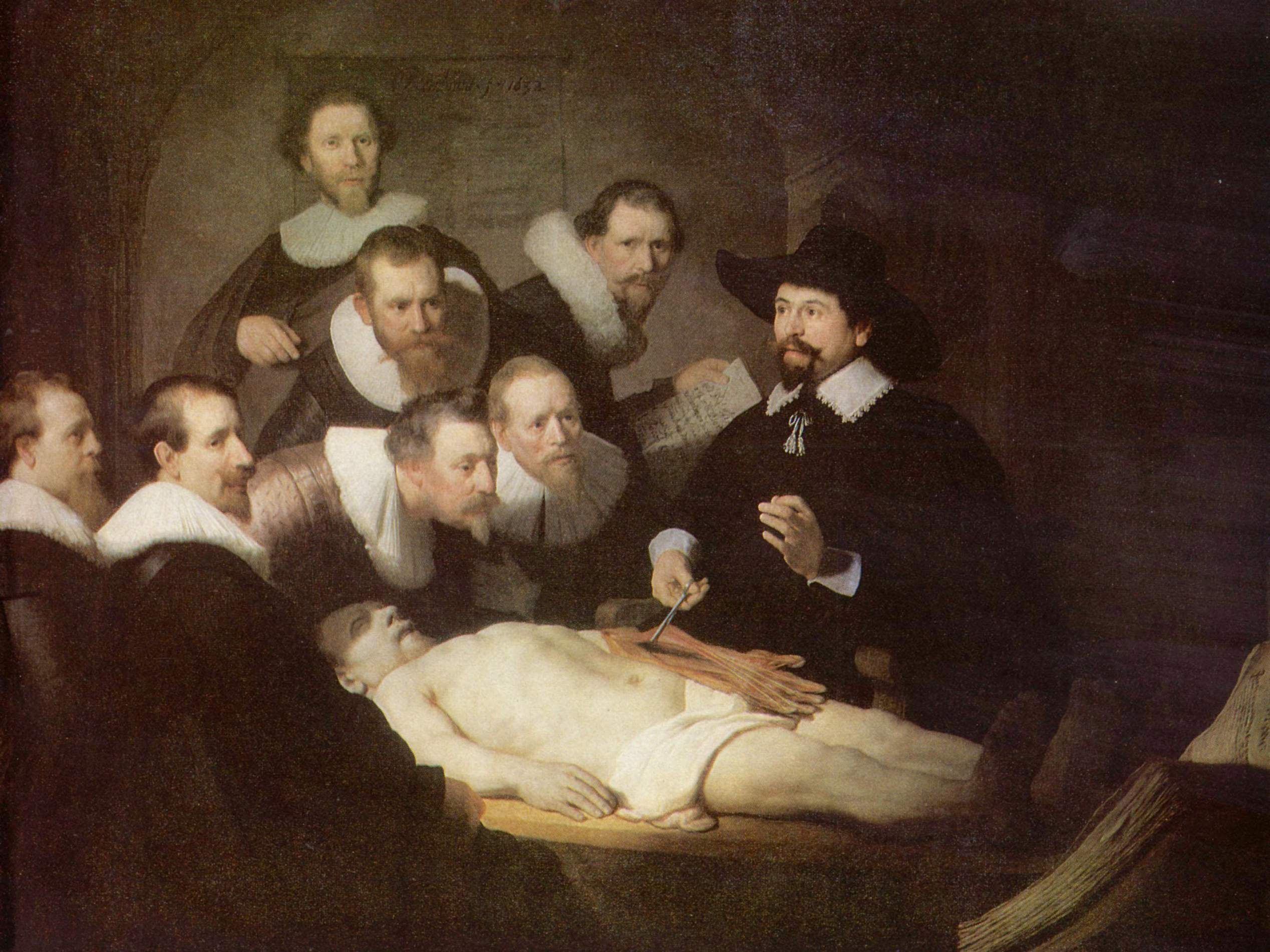
Николас Тульп исследует лимфатическую систему недавно повешенного преступника. Картина Рембрандта «Урок анатомии доктора Тульпа»

В XV веке греки, бежавшие из разорённого турками Константинополя, способствовали распространению на Западе византийской литературы. Вскоре среди врачей обнаруживается стремление изучать древних авторов и появляется целый ряд переводчиков и комментаторов: Дж. Валла, Симфорьен Шампье, Т. Линакре, Я. Корнарий, Л. Фукс, Антонио Муза Брассаволе ди Феррара и другие. Благодаря им Гиппократ, Диоскорид, Аэций и другие античные авторы стали доступными европейским врачам в неискаженном виде. Знакомство с древними не замедлило отразиться на изучении болезней, которое сделалось более основательным и точным. Новое направление сказалось в ряде весьма любопытных наблюдений, сборники которых издали многие учёные того времени, например, Ф. Платер.

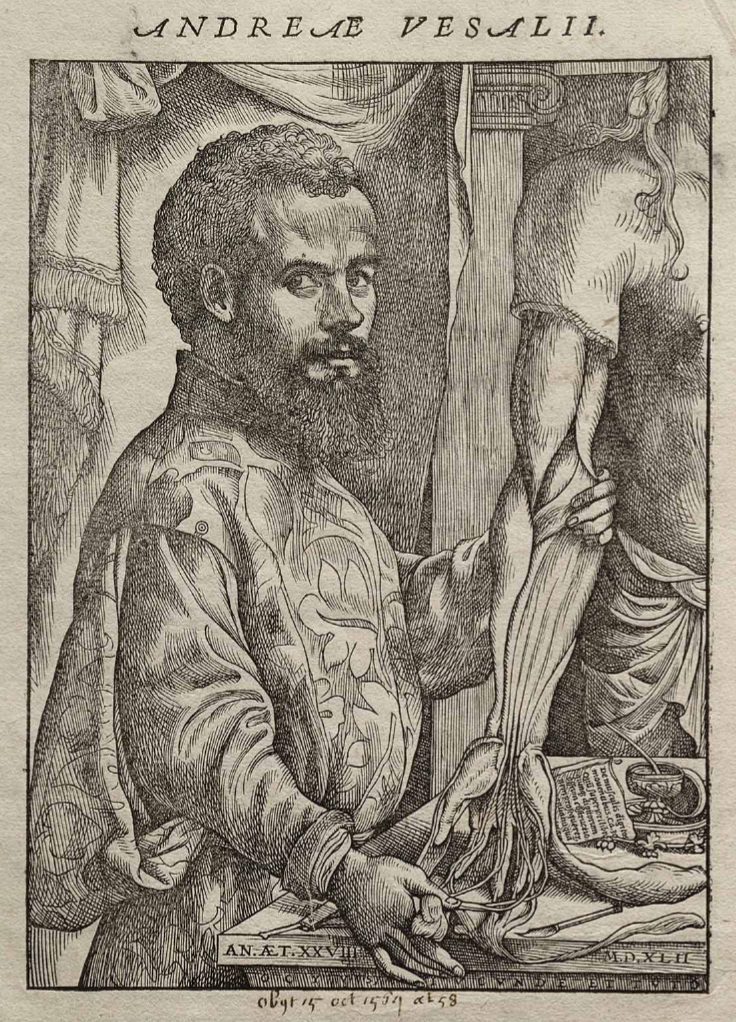
Андреас Везалий — основоположник научной анатомии

Успехи анатомии стали заметными с XVI века. Тогда начали устраивать анатомические театры, кафедры анатомии. Ж. Дюбуа в течение 40 лет читал практический курс анатомии. Но настоящим основателем современной анатомии был А. Везалий. В своём великом сочинении «О строении человеческого тела» («лат. De humani corporis fabrica») он изложил много новых открытий и выяснил ошибки Галена, который вскрывал только животных. Непосредственно после Везалия появился целый ряд анатомов, которые изучали различные отделы своей специальности и сделали множество открытий. Первое место среди них занимает Г. Фаллопий. После него заслуживают упоминания: М. Р. Коломбо, Б. Эустахио, К. Варолий, Дж. Ф. Инграссиас и И. Фабриций. Начала разрабатываться патологическая анатомия. А. Бенивиени произвёл первое вскрытие с целью установления причины смерти и в дальнейшем изложил результаты своих многочисленных вскрытий в сочинении «Скрытые причины болезни» («лат. De Abditis Morborum Causis».
В XVI веке на медицине сказываются успехи экспериментальной физиологии. М. Сервет впервые в Европе описал малый круг кровообращения. Вскоре после этого М. Р. Коломбо и А. Чезальпино независимо от М. Сервета открывают малое кровообращение, а Андреа Чезальпино, кроме того, описал от мысли большой круг кровообращения. Сочинения по гигиене этого времени не отличаются особенной оригинальностью. Дж. Меркуриалис изложил правила древних о гимнастике. Луиджи Корнаро на себе самом выяснил пользу умеренности в пище. Санкторий в течение 30 лет изучал соотношение между пищей и невидимыми потерями, применил термометр и гигрометр к изучению жизненных явлений, придумал прибор для исследования пульса и много занимался патологической анатомией.

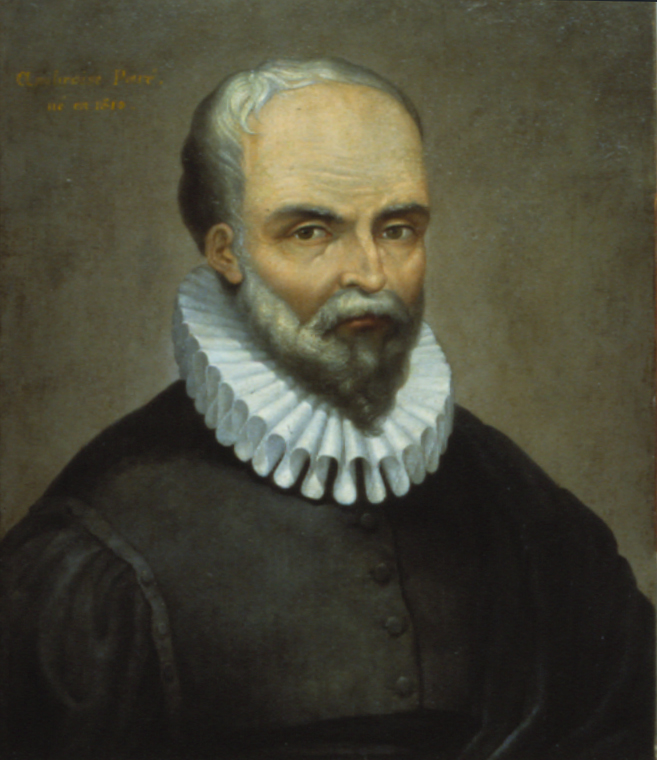
А. Паре — один из «отцов современной медицины», основатель научной хирургии

Большие успехи были достигнуты клинической медициной. Были точнее изучены диагностика и лечение известных болезней и изучены новые страдания (цинга, коклюш, сифилис). Был разработан вопрос об контагиозности, предложены ртуть и сассапарель против сифилиса. Классическое сочинение Ж. Фернеля включает всю известную тогда патологию и исправляет много ошибок, перешедших от арабских авторов. Хирургия держалась прежнего, схоластического, направления, хотя некоторые её представители сделали немало замечательных наблюдений. Таковы: анатомы А. Везалий и Г. Фаллопий, а также Дж. Виго, Дж. Магьи и, особенно, Амбруаз Паре.
Изучая вещества с целью открытия жизненного эликсира, средневековые алхимики открыли и изучили множество химических соединений.
Множество новых фактов должны были поколебать веру в теоретические воззрения древних и привели к построению новых систем. Аргентерий восстаёт против Галена и арабов, исправляет их ошибки, но не даёт ещё целостной системы. Гораздо решительнее выступили против старых воззрений несколько писателей, стремившихся совершенно уничтожить доверие к древним. Они указывали на важность химии и видели в ней основу всей медицины, но к подобным воззрениям примешивались алхимические и астрологические заблуждения, вера в магию, сны. Г. Корнелиус вносит в медицину учение о духах, которые управляют миром и телом, Дж. Кардано доказывает влияние планет на все части тела. Парацельс, в своих писаниях, доказывает, что каждая часть тела зависит от какой-нибудь планеты и всеми отправлениями заведует особое начало, или архей, на которого и должен влиять врач. Болезни, согласно его учению, зарождаются от звёзд, ядов, пороков природы, колдовства и Бога. Лечение достигается молитвами, заговорами и лекарствами; из последних особенно действительны соединения металлов. Несмотря на научно необоснованную сторону своих учений, Парацельс полным отрицанием древней медицины, указаниями на важность химии и употреблением неорганических соединений заставил медицину вступить на новый путь, приготовленный успехами других наук.

## XVII—XVIII столетия

### Теоретические науки

#### Анатомия, гистология и физиология

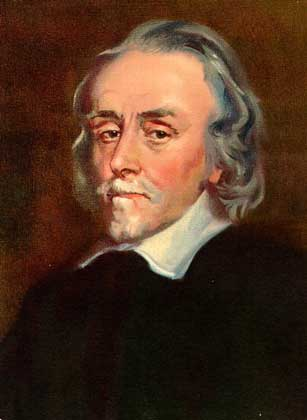
У. Гарвей — основоположник физиологии и эмбриологии

В анатомии и физиологии этот период оставил существенный след. Одним из важнейших приобретений физиологии было открытие У. Гарвеем кровообращения. Он изложил свою теорию в лекциях ещё в 1613 году, но книгу об этом предмете издал в 1628 году. Лишь после 25-летней полемики учение Гарвея окончательно восторжествовало. Явления дыхания подробно изучили Дж. А. Борелли и А. фон Галлер и, кроме того, выяснили роль лёгких. Лимфатические сосуды были описаны Г. Азелли, У. Рудбек, П. Масканьи. Они же доказали или установили связь лимфатической системы с кровеносной. Для разъяснения пищеварения и питания много опытов произвёл Я. Б. ван Гельмонт, а анатомические данные представили Н. Стенсен и Т. Вартон.

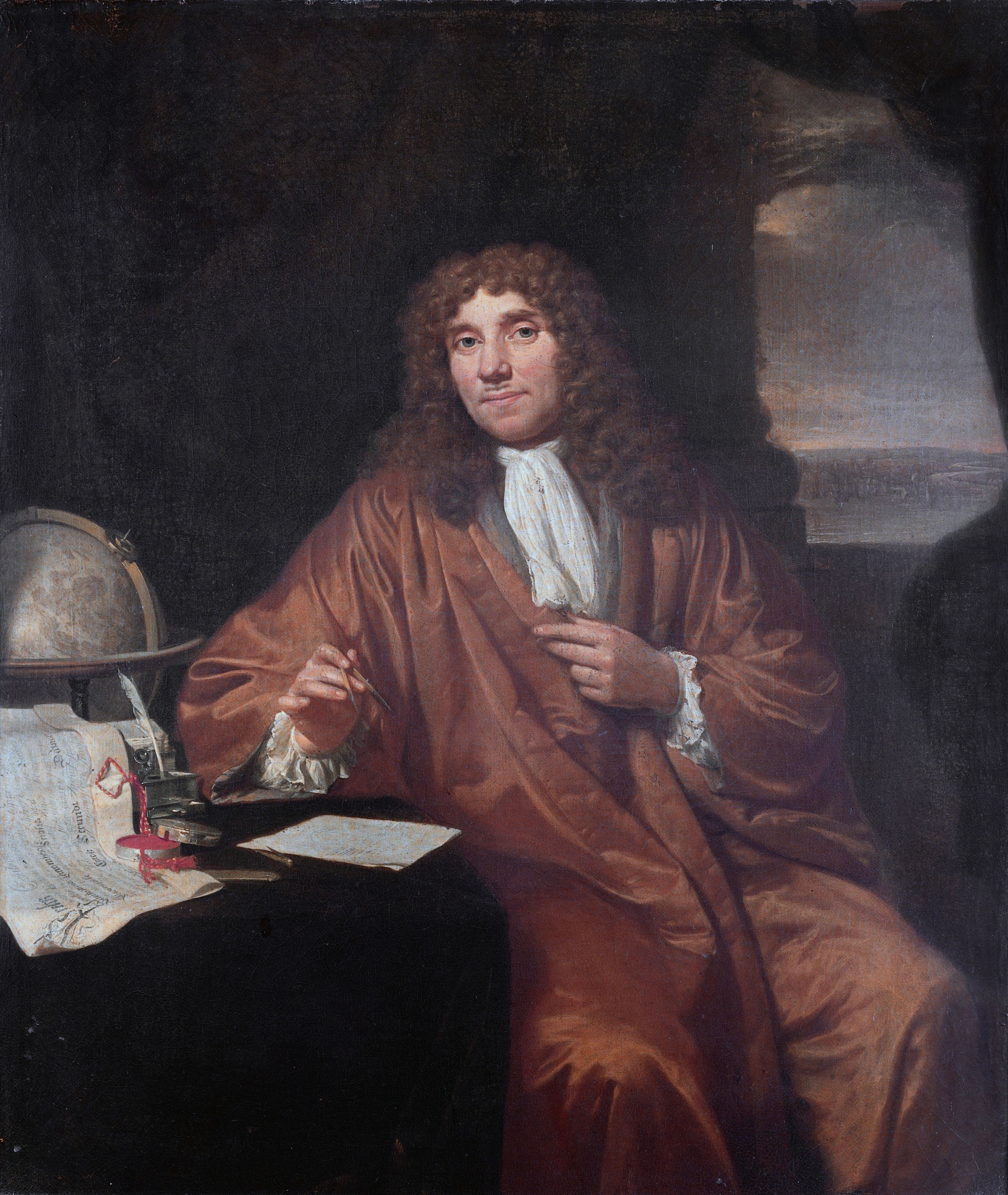
А. ван Левенгук — основоположник научной микроскопии

В XVII веке слагается гистология. М. Мальпиги, пользуясь микроскопом, изучает развитие цыплёнка, кровообращение в капиллярах, строение языка, желез, печени, почек, кожи. Ф. Рюйш, близкий знакомый Петра I, был известен технологией наполнения (инъекции) сосудов, позволившими видеть сосуды там, где их локализация раньше не предполагалась. А. ван Левенгук в течение 50 лет нашёл очень много новых фактов при изучении всех тканей и частей человеческого тела: открыл эритроциты, волокна хрусталика, чешуйки эпидермиса кожи, зарисовал сперматозоиды, мышечные волокна.
Множество вскрытий дали богатый материал для патологической анатомии. Впервые подобные наблюдения собрал Ш. Бонне, но настоящим создателем патологической анатомии, как науки, явился Дж. Б. Морганьи — «отец патологической анатомии».

#### Ятрохимия

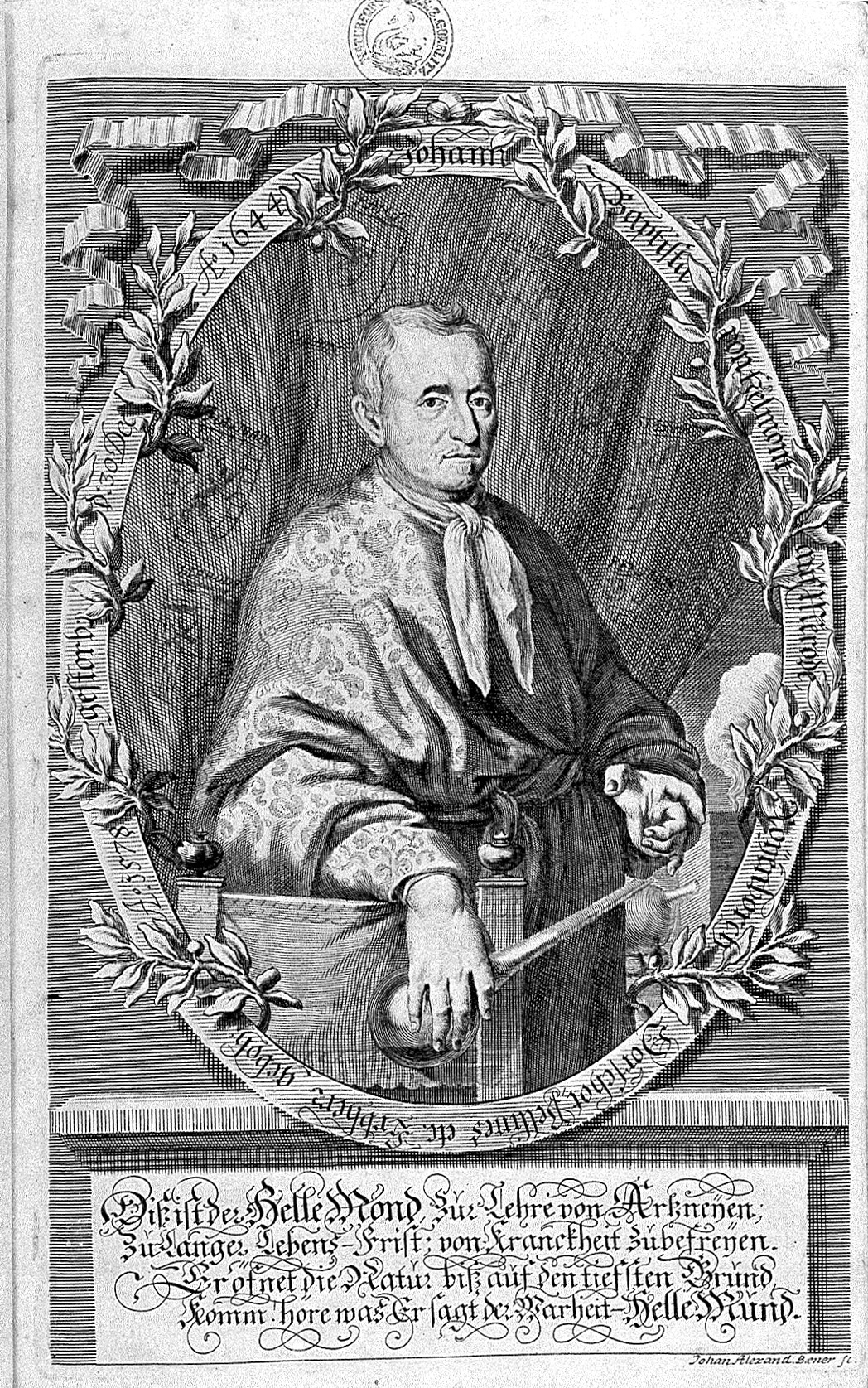
Я. Б. ван Гельмонт — виднейший представитель ятрохимии, направления химической науки, стремившегося поставить химию на службу медицине

Медицина в этот период пережила глубокие изменения. Нередко создавались противоположные концепции. Вместе с научным, эмпирическим мировоззрением тесно сосуществовала мистика. Например, один из её представителей, Я. Б. ван Гельмонт, в некоторых отношениях близкий к Парацельсу, но был выше последнего по глубине мысли и начитанности. Его система представляла смесь мистицизма, витализма, химизма. По его учению, особые жизненные начала, археи, управляют телом при посредстве ферментов; каждая часть тела имеет своего архея, и эти мелкие археи зависят от главного; выше архея стоит чувственная душа; мелкие археи действуют посредством особых невесомых жидкостей — бласов, чувствующей, двигающей и изменяющей. Пока архей находится в естественном состоянии, часть тела или весь организм здоровы, но если архей устрашён — обнаруживается болезнь. Чтобы излечить болезнь, согласно Я. Б. ван Гельмонту, следует успокоить архея, укрепить его, назначая различные лекарства: ртуть, сурьму, опиум, вино; проносные даются с осторожностью; кровопускания не применяются, так как они ослабляют больного.
Ф. Сильвий, анатом и химик, также был представителем школы ятрохимиков. Он принимает учение Я. Б. ван Гельмонта об археях и ферментах, но несколько меняет его, с целью сделать более понятным: отправления вызываются химическими веществами — щелочами и кислотами, хотя управляются духами. Щелочные или кислотные свойства жидкостей составляют причины расстройств, которые могут развиваться в плотных частях, жидкостях, духах, или душе. Лекарства Ф. Сильвием назначались с целью изменить кислые или щелочные особенности жидкостей. Это учение быстро распространилось в Европе, особенно в Великобритании и Германии.
Несколько другую форму придал ятрохимии Томас Уиллис, известный по эпониму «Виллизиев круг». Согласно его учению, тело состоит из духов, воды, серы, соли и земли; источниками движений и жизни служат духи; жизнь вызывается и поддерживается брожением, все отправления это брожение и во всех органах встречаются особые ферменты. Болезни, согласно Т. Уиллису, происходят при неправильных брожениях; расстройства обнаруживаются главным образом в духах и в крови, в которую попадают вредные «бродила» снаружи или из тканей; необходимо очищать тело и духов, уменьшать «летучие свойства» крови, усиливать в последней содержание серы; кровопускание полезно, потому что умеряет неправильное брожение.

#### Ятромеханика

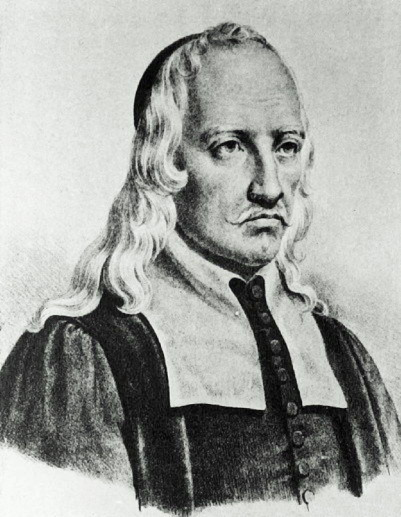
Д. А. Борелли, автор формулы закона всемирного тяготения, основоположник биомеханики

Д. А. Борелли считается основателем школы ятромехаников, оппозиционной ятрохимикам. Для объяснения явлений, имеющих место в организме, они призывали на помощь сведения об известных тогда физических силах (упругость, притяжение). Однако, многое продолжало объясняться химическими взаимодействиями (брожение, испарение, кристаллизация, свёртывание, осаждение. Кроме того, оставалось много идеалистических суждений. Д. А. Борелли учил, что сокращение мышц зависит от набухания клеток вследствие проникновения туда крови и духов; последние идут по нервам произвольно или непроизвольно; как только духи встретились с кровью, происходит взрыв и появляется сокращение. Кровь восстанавливает органы, а «нервный дух» поддерживает их жизненные свойства. Согласно его учению, большое число болезней происходит от расстройства нервного сока, которое бывает вследствие раздражения или засорения нервных разветвлений в органах и железах.
Дж. Бальиви, не удовлетворённый никакой системой, доказал преимущества наследования истины посредством опыта и на основе особенностей гиппократовской медицины, восстал против мнений Галена и ятрохимиков и советовал не увлекаться теориями у постели больного. Вообще, Дж. Бальиви исследовал приёмы клинического мышления в медицине и указал верные, на его взгляд, пути для открытия истины. По Ф. Гофману, жизнь состоит в кровообращении и движении других жидкостей; она поддерживается кровью и духами, а посредством отделений и выделений уравновешивает отправления и предохраняет тело от гниения и порчи. Кровообращение есть причина тепла, всех сил, напряжения мышц, наклонностей, качеств, характера, интеллекта и безумия. Причиной кровообращения, согласно его учению, следует считать сужение и расширение твёрдых частичек, происходящее вследствие весьма сложного состава крови. Сокращения сердца обусловлены влиянием нервной жидкости, развивающейся в мозге. Вообще все отправления по Ф. Гофману объясняются механическим путём. Болезни происходят вследствие расстройств в движениях твёрдых частей, что приводит к расстройствам жидкостей. Согласно классификации Ф. Гофмана, лекарства должны уменьшать напряжение (успокаивающие, противовоспалительные) или увеличивать его (укрепляющие), или изменять состав жидкостей (изменяющие). Средства действуют в зависимости от состояния больного, возраста и других факторов.

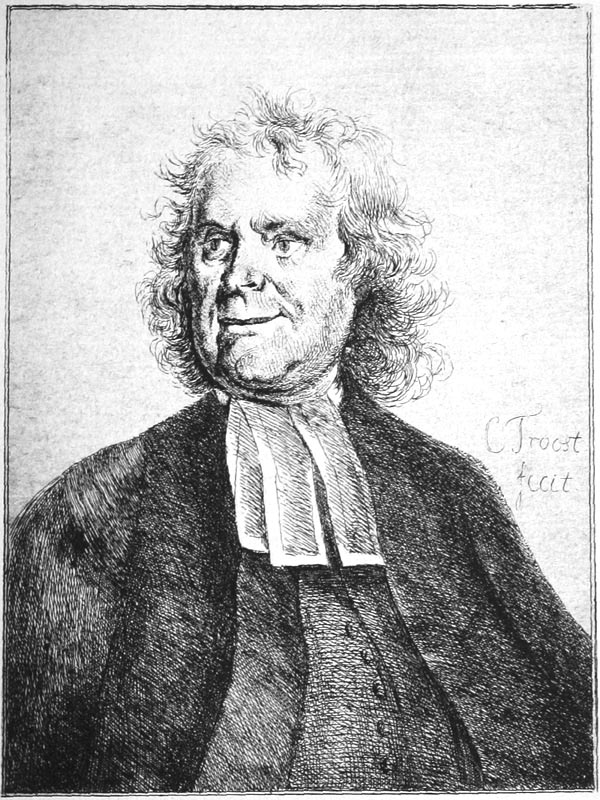
Г. Бургаве — известный врач XVIII, основатель лейденской медицинской школы

Другой представитель ятромеханизма — Г. Бургаве, известный, в том числе по эпониму «синдром Бурхаве» — был особенно известен. Тело, по его мнению, состоит из плотных частей, которые размещены в виде рычагов, верёвок и различных приборов; жидкости обращаются исключительно согласно законам физики; деятельностью нервов управляют духи или нервная жидкость; разнообразие отправлений объясняется скоростью кровообращения, температурой заключённого в органах воздуха и другими физическими факторами. Болезни, согласно его теории, происходят от расстройства твёрдых частей и жидкостей; в первом случае бывает сильное напряжение или расслабление в области сосудов, кишечных оболочек и других частей; неправильности в составе жидкостей зависят от щёлочности, кислотности, изобилия и неравномерного распределения крови.

#### Витализм

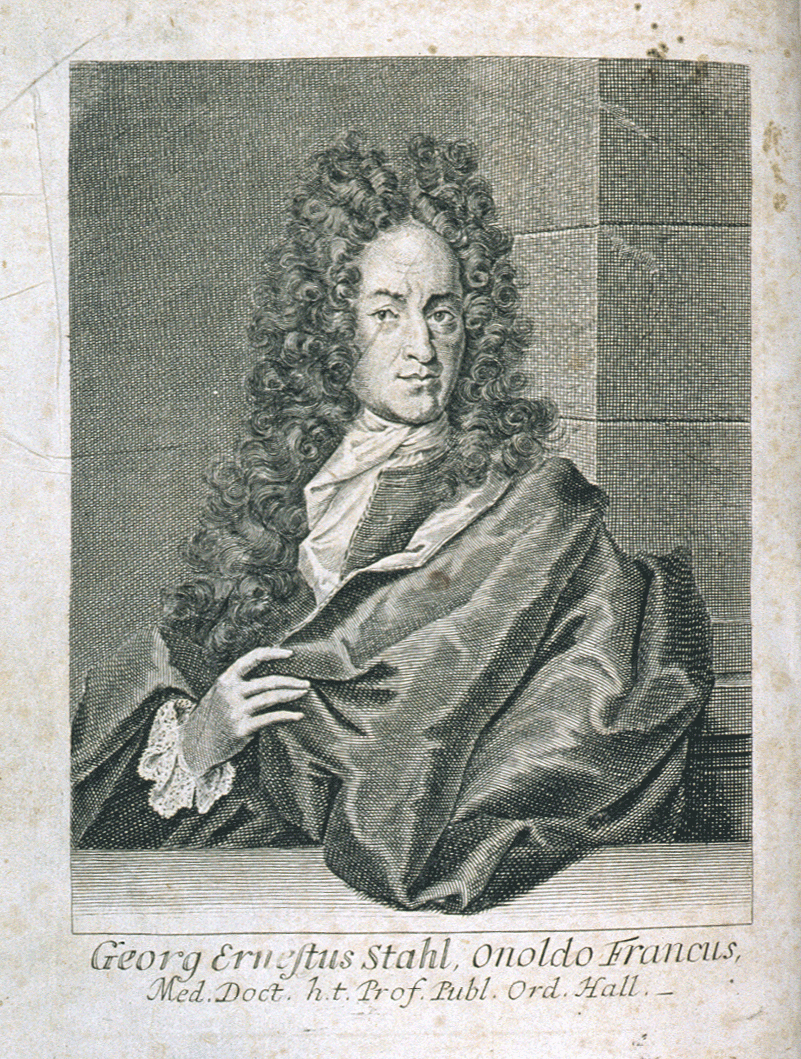
Г. Э. Шталь — представитель витализма, автор первой теории научной химии, «теории флогистона», сыгравшую важную роль в окончательном освобождении химии от алхимии

Г. Э. Шталь, выдающийся врач и химик, признаётся основателем систематического анимизма, который составляет противоположность ятромеханики. Согласно его теории, существует высший двигатель, основа всей жизни, а именно — душа. Она действует на тело при посредстве движущей силы, которая не является ни археем, ни чувствительностью, ни притяжением, чем-то высшим, не поддающимся исследованию и определению. Душа обладает высшими свойствами — сознанием и рассудком и низшими, которые предназначены для органов и тканей. Во время болезни необходимо отличать последствия влияния болезнетворных агентов от последствий усилий души излечить болезнь, хотя нередко подобная цель ею не достигается.

#### Учение о раздражимости

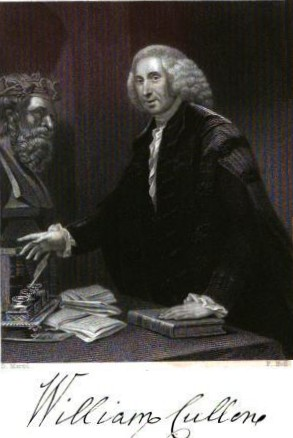
У. Куллен — один из видных деятелей эпохи Просвещения, исследователь нервной системы, автор концепции неврозов

Изложенные выше системы заставили изучить одни и те же явления с различных точек зрения, привели к пересмотру способов лечения и, наконец, имели последствием введение некоторых общих понятий о свойствах тканей и органов. Особенно благотворным оказалось принятие раздражимости, как общего свойства жизни. Этот термин впервые ввёл Ф. Глиссон, открывший во всех частях животного свойство сокращаться или расслабляться под влиянием раздражителей. Ученик Г. Бургаве, Д. де Гортер, придворный врач Елизаветы Петровны, нашёл эту особенность у всех живых существ и отличил её от человеческих качеств — души и нервной жидкости или духов. Точнее изучил законы раздражимости и соотношения её с другими силами организма А. фон Галлер. В своих обширных библиографических трудах он излагает учения своих предшественников и современников с замечательными точностью и беспристрастием. А. фон Галлер распределил ткани и органы по степени чувствительности и раздражимости, считая оба свойства независимыми. Его опыты были повторены, и учение о раздражимости сделалось исходной точкой для новых взглядов. И. Д. Гаубий раздражимость поставил в основу всей патологии и ей объяснял разные болезни. У. Куллен попытался соединить учение Ф. Гофмана с воззрениями А. фон Галлера: по его мнению, большинство болезней зависит от нервных расстройств, вызывающих спазм или расслабление. При этом нервная деятельность обусловливается кровообращением, которое раздражает нервы.

#### Фармакология
В лечении болезней врачи XVII—XVIII столетий сделали заметные успехи. Сифилис стали лечить более рационально; распространилось применение хины при малярии; против оспы предложено оспопрививание; изучены свойства красавки, дурмана, аконита; против болей предложен опиум. Многие другие средства были испробованы на животных и затем нашли применение при болезнях человека.

#### История медицины
С XVIII ст. начинают появляться сочинения по истории медицины, именно Леклерка, Гедике, Фрейнда, Шульце, Акерманна. Некоторые разрабатывали историю отдельных отраслей М. (Гебенштрейт, Грюнер, Триллер, Гримм, Кокки и др.), другие — биографии (Бальдингер), третьи — библиографию (Галлер). Исторические труды сделались более многочисленны в нашем столетии: Курт Шпренгель издал своё большое сочинение о прагматической истории медицины, Гезер, Баас, Вундерлих, Пумман; Дарамбер, Ренцар, Гардиа, де Ренци, Рихтер и мн. др. обнародовали весьма важные произведения.

### Клинические науки

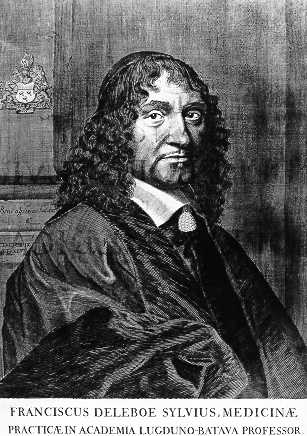
Ф. Сильвий — голландский врач, физиолог, анатом и химик

Наряду со стремлением к широким обобщениям, теориям и системам в XVII и особенно в XVIII веке существовало практическое направление: исследователи в разных странах собирают большое количество наблюдений, открывают новые признаки болезней и изучают действие новых и старых лекарственных средств. Такому движению врачебной мысли способствовало устройство клиник. Стратен в Утрехте и Оттон Гурн в Лейдене ввели клиническое преподавание, которое получило особенное развитие у Ф. Сильвия. В 1715 году Г. Бургаве, ставший заведующим кафедрой практической медицины, придал своим лекциям практический характер и очень удачно устроил больницу. По примеру Г. Бургаве другие профессора начали основывать клиники в Риме и других итальянских городах, Вене, Вюрцбурге и Копенгагене.
Начали появляться отдельные сборники наблюдений, которые выходили отдельными изданиями или печатались в журналах, в том числе таких учёных, как: А. Лузитано, Н. Тульп, К. Бартолин (младший). Отдельные болезни описали Дж. Прингл, У. Геберден, Дж. А. Фордайс, Г. ван Свитен, А. де Гаен, Ф. Вик-д’Азир многие другие. С целью диагностики болезней было предложено много новых приемов.

#### Классификация болезней
В XVIII в. учёные пытались распределить все болезни по разрядам, классам и видам, подобно тому, как это сделано для животных и растений. Франсуа Буассье де ла Круа де Соваж в своей «Нозографии» разделил все болезни на 10 классов, 44 вида, 315 родов. Среди учёных, много работавших над улучшением нозографии, можно назвать К. Линнея, Ю. Р. Т. Фогеля и У. Куллена. Сочинение Ф. Пинеля выдержало 6 изданий, но его классификация болезней не была принята.

#### Терапия

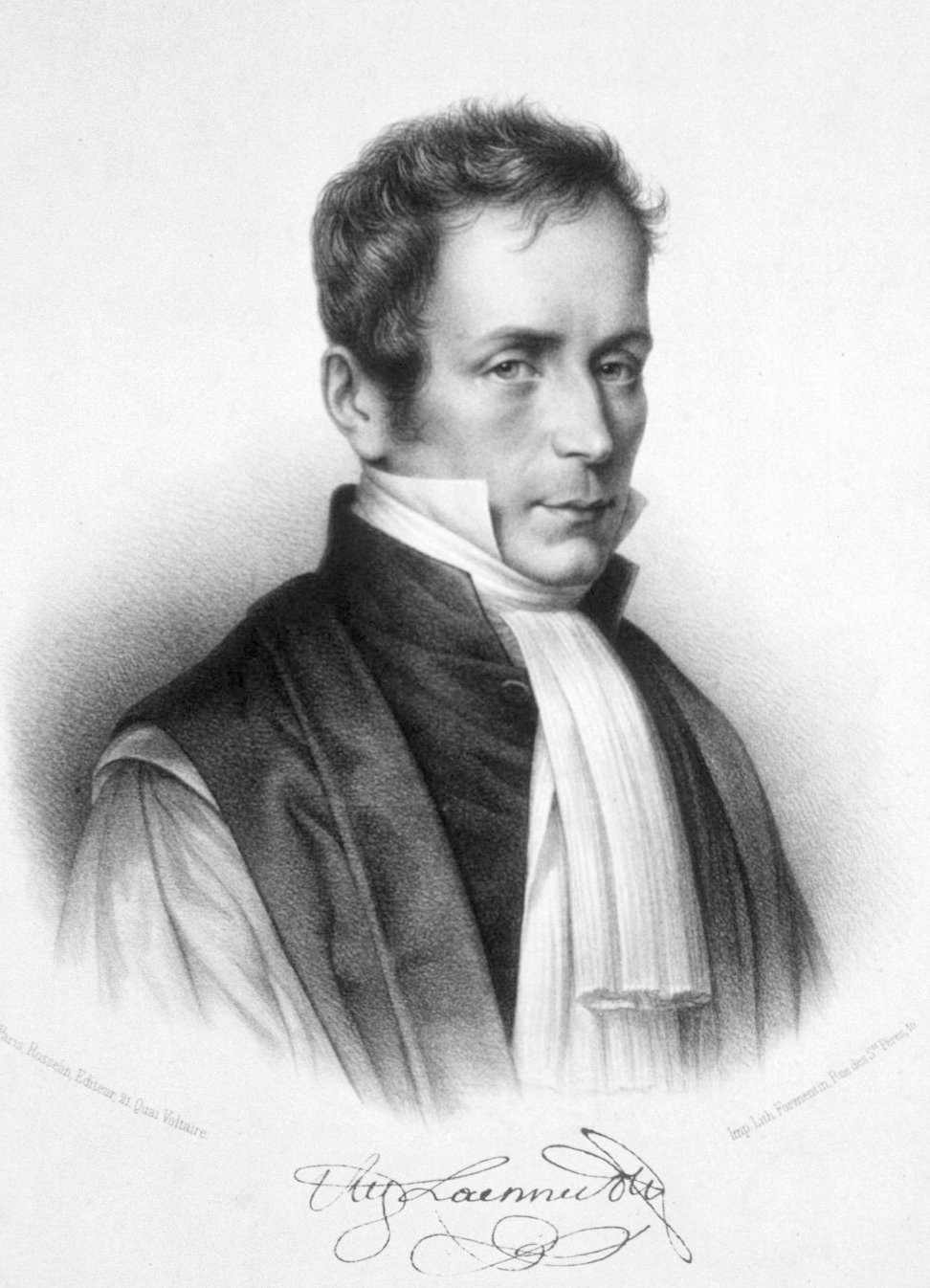
Р. Т. Г. Лаэннек — французский врач и анатом, основоположник клинико-анатомического метода диагностики, изобретатель стетоскопа

Отдельные новые болезни описали Дж. Прингл, У. Геберден, Дж. А. Фордайс, Г. ван Свитен, А. де Гаен, Ф. Вик-д’Азир многие другие. С целью диагностики болезней было предложено много новых приемов. Л. Ауэнбруггер применил перкуссию для определения болезней грудной клетки, а Р. Т. Г. Лаэннек — выслушивание.

#### Хирургия
Хирургия — древнейшая отрасль врачевания — возникла ещё в доисторические времена и развивалась в общем русле культуры первоначально в странах древних цивилизаций. Возникновение древних цивилизаций, когда человечество вступило на новую ступень общественного развития, относят к IV—III тысячелетиям до н. э.
Эволюция культуры, рост её достижений и появление определённых научных знаний самым положительным образом сказались на медицине (и хирургии как её неотъемлемой части): использовавшая прежде лишь эмпирический опыт народного врачевания, она получила новые стимулы для своего развития. Полагают, правда, что хирургия как вид медицинской помощи родилась с возникновением первобытного общества. Об этом свидетельствуют археологические находки. Так, в пещере Шанидар (Ирак) были обнаружены останки взрослого мужчины, который жил примерно 45 000 лет назад: у него правая рука была ампутирована (по-видимому, намеренно) выше локтя. Первобытные люди умели, очевидно, лечить раны и переломы, вправлять вывихи, использовать целебные растения. В последующем начался процесс накопления медицинских знаний и формирование особого круга специалистов, чьей профессиональной обязанностью и основным занятием стало лечение заболеваний и травм.

#### Психиатрия
Пинель изменил обращение с душевнобольными и изгнал из употребления все варварские приёмы: цепи, телесные наказания.

#### Эпидемиология и инфекционные болезни
Из практических врачей, враждебно относившихся к излишнему теоретизированию, следует назвать прежде всего Т. Сиденгама (коллеги заметив его схожесть с Гиппократом прозвали Томаса «английский Гиппократ»). Его способность точно наблюдать обнаруживается при описании эпидемий, в течение которых он пытался открыть закономерность и последовательность. Такого же направления держался М. Штоль, давший точные описания хронических болезней и эпидемий. Многие учёные занимались изучением очаговых болезней. Я. Бонтий, основатель тропической медицины, описал болезни Индии, Э. Кемпфер — Персии, Японии и Сиама. Отдельные описания распределения болезней внушили мысль представить изображение болезненности в зависимости от климата. Впервые это сделал Х. Фальконер. Позже подобные труды представили другие учёные.

#### Гигиена и социальная медицина
Авторы сочинений по гигиене делали наблюдения над влиянием внешних условий на человека. Джордж Чейни выяснил значение молока и растительной пищи для здоровья, проповедовал отказ от мяса и жирного лицам, желающим достичь преклонного возраста. Врачи, администраторы, частные лица соединяли свои усилия с целью улучшить общественное здоровье. В Марселе, затем в других городах были установлены карантины для защиты от заразных болезней. Капитан Джеймс Кук начал одним из первых применять методы по борьбе с цингой, то есть сильной нехваткой витамина С, которая характеризуется ухудшением прочности соединительных тканей, кровотечением дёсен, выпадением зубов. Цинга несколько веков была грозой мореплавателей, однако был придуман простой способ борьбы с ней: брать с собой продукты с высоким содержанием витамина C (тогда, конечно, не знали про витамин С, но о целебном свойстве некоторых продуктов догадывались). Главным таким продуктом была квашеная капуста.

#### Судебная медицина
Фортунат Фиделис первый собрал наблюдения, относящиеся к судебной медицине. Важный сборник издал позже Цаккий. Множество сочинений в XVIII веке разрабатывали отдельные вопросы только что упомянутой науки.

## XIX столетие

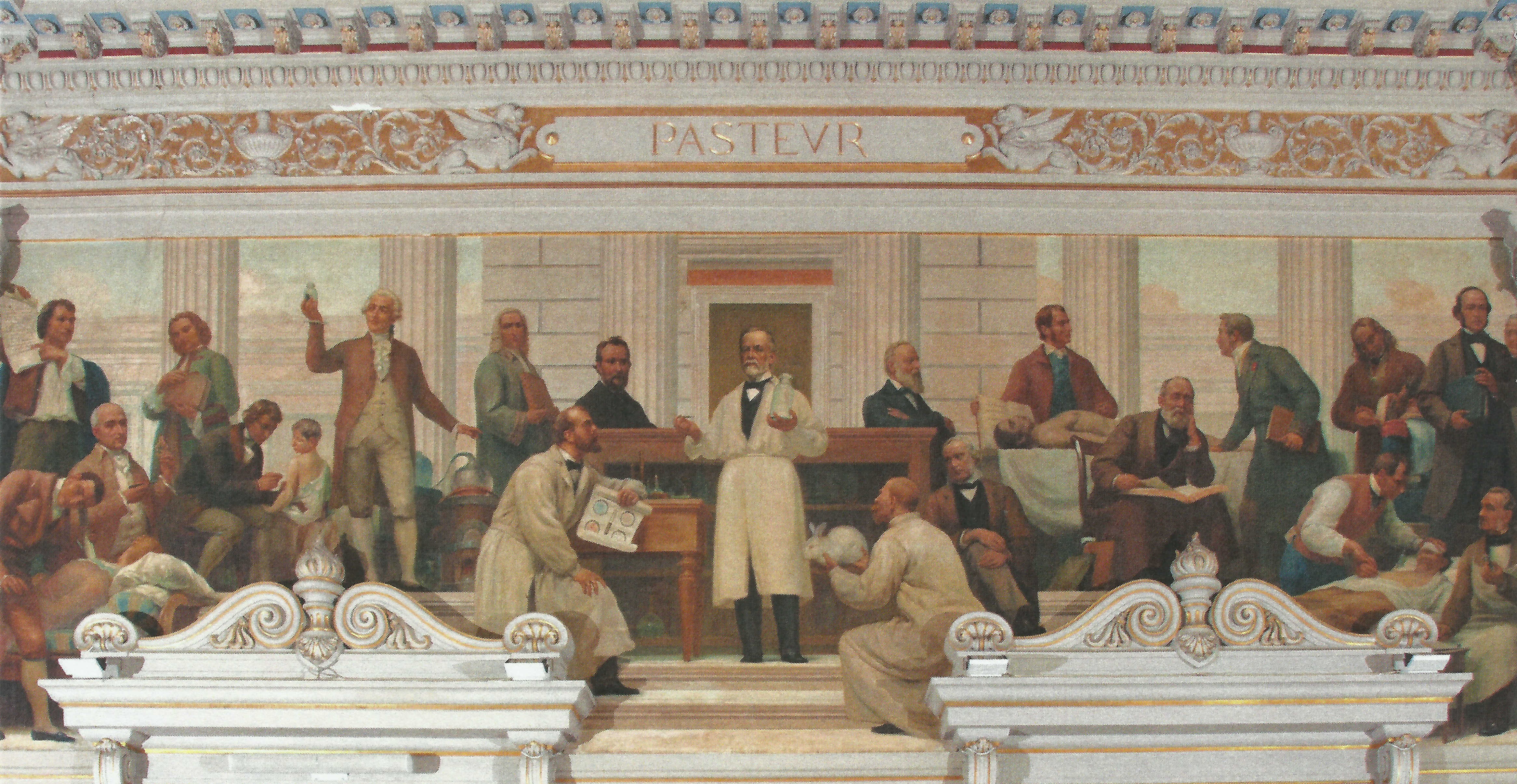
Велозу Сальгадо. Медицина XVIII и XIX веков. Фреска в здании медицинского факультета Новый университет Лиссабона, 1906. Луи Пастер изображён в центре, к нему обращены Роберт Кох (слева) и Эмиль Ру (справа), рядом с последним у кафедры помещён Джозеф Листер, тогда как Клод Бернар — внизу крайним справа над одром болезни

В XIX веке в развитии медицины произошли важнейшие прорывы.

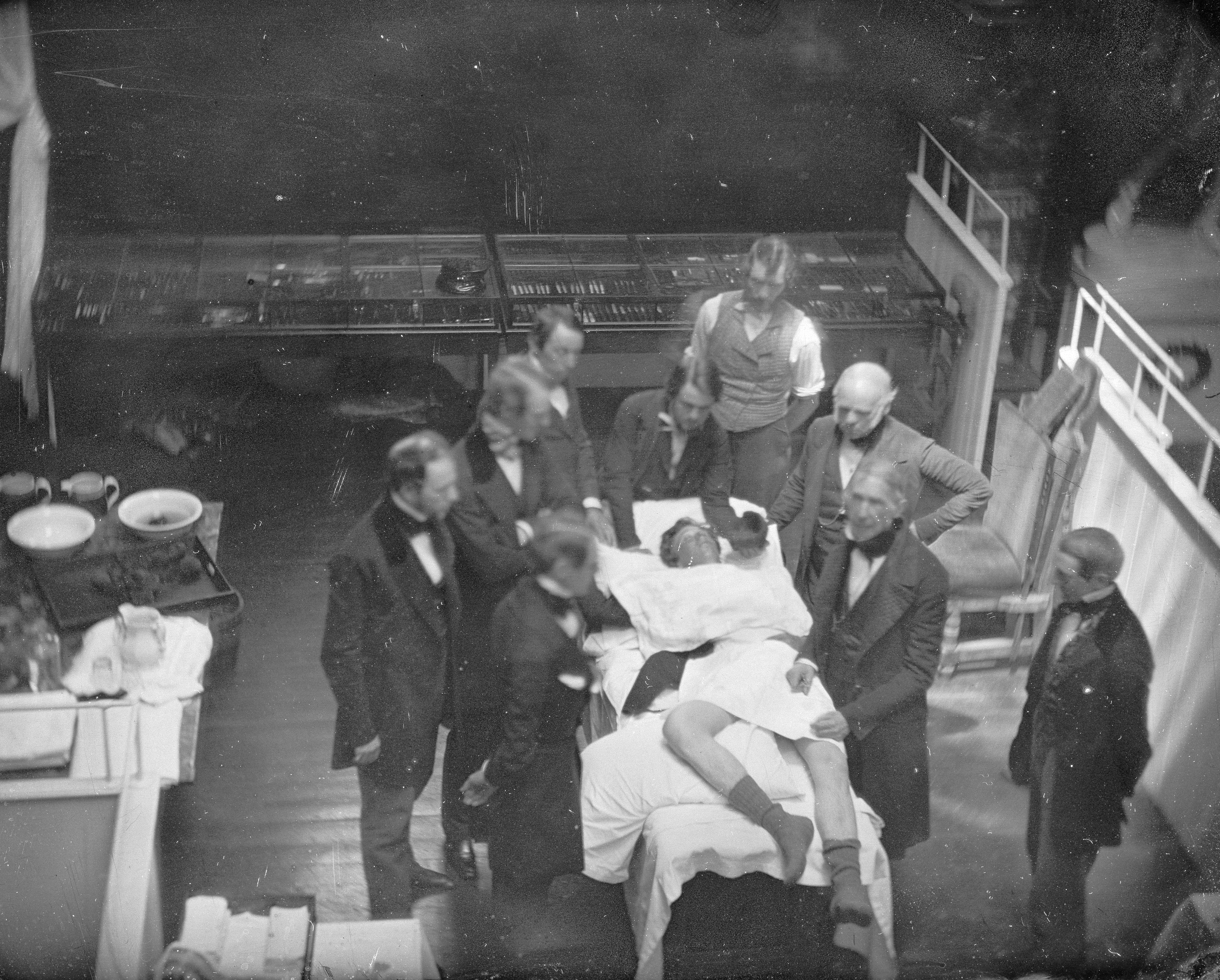
Дагерротип компании Southworth & Hawes. Первый из трех снимков исторической эфирной операции, проводившейся в больнице общего профиля штата Массачусетс 3 июля 1847 года. Генри Джейкоб Бигелоу управляет эфиром.

Во-первых, появилось эффективное обезболивание при хирургических операциях. До середины XIX века страдания больных при операциях были ужасающими, жизнь пациента при этом зависела от скорости работы хирурга, а брюшная полость, грудная клетка и голова считались зонами, которых нож хирурга не коснется никогда. Но 16 октября 1846 года хирург Джон Уоррен и дантист Уильям Мортон усыпили пациента эфиром, после чего удалили ему опухоль на шее. В 1847 году английский врач Джеймс Симпсон впервые использовал для наркоза хлороформ, который оказался сильнее эфира, но имел больше побочных эффектов — уже в 1848 году под хлороформовым наркозом умер первый пациент. За следующие 30 лет была разработана местная анестезия, которая позволяла обезболить небольшой участок тела для операции.
Во-вторых стало окончательно понятно, что инфекционные заболевания вызываются микроорганизмами, которые попадают в тело человека извне (это доказал в середине XIX века Луи Пастер, а в 1881 году Роберт Кох опубликовал работу «Методы изучения патогенных организмов», которая описывала способы выращивания культур микроорганизмов в твердых средах и положила начало исследованиям изолированных, чистых бактериальных культур). В 1846 году австрийский врач-акушер Игнац Земмельвейс обязал врачей выдерживать карантин после занятий в анатомическом театре, перед осмотром мыть руки в растворе хлорной извести и обрабатывать инструменты, после чего смертность среди пациенток снизилась более чем в 10 раз. В 1867 году британский хирург Джозеф Листер предложил целую систему мероприятий, чтобы предупредить занесение в рану инфекции и убить бактерии, уже попавшие в рану. Для этой цели он пользовался карболовой кислотой и сулемой. В 1889 году Кэролайн Хэмптон, главная хирургическая медсестра Больницы Джонса Хопкинса в Балтиморе, США, впервые перед операцией надела тонкие резиновые хирургические перчатки, а через несколько недель перчатками стал пользоваться и остальной персонал. В результате 10 лет частота послеоперационных инфекций снизилась с 17 % до менее чем 2 %.
Луи Пастер в 1879 году создал вакцину против холеры, в 1881 году — против сибирской язвы, в 1882 году — против бешенства. В 1890 году Эмиль Беринг открыл антитоксины и использовал их для разработки вакцин против столбняка и дифтерии.
Также совершенствовались методы диагностики. В 1816 году французский врач Рене Лаэннек изобрел приспособление, усиливающее звук — стетоскоп. На протяжении XIX столетия он менялся лишь внешне, а в 1894 году получил дополнительную мембрану и новое название — фонендоскоп. С его помощью можно было слушать не только нижние тоны, характерные для сердца и кишечника, но и верхние — звуки легких и сосудов. Предшественник эндоскопа изобрёл германский врач Филипп Боццини в 1805 году, но затем он был надолго забыт. В 1853 году французский хирург Антуан Дезормо представил оригинальный эндоскоп собственной конструкции.

## История медицины XX века
В XX веке активно развивалась фармацевтика: в 1921 году был выделен инсулин, с 1932 года начали применяться сульфаниламиды, в 1929 году Александром Флемингом был выделен и описан первый антибиотик — пенициллин. Все это значительно расширило возможности медицины.

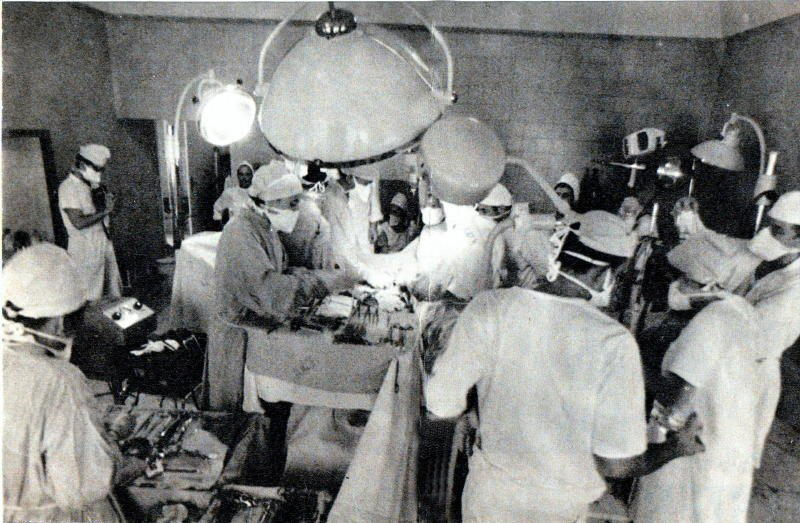
Первая пересадка сердца в Чехословакии (1968 год)

В хирургии появилась новая отрасль — трансплантология. В 1954 году впервые была осуществлена пересадка почки, в 1963 году — легких и печени, в 1967 году — сердца. В 1960-е годы стало применяться аортокоронарное шунтирование.
В 1936 году в СССР Владимир Неговский организовал первый в мире научный реанимационный центр, названный лабораторией специального назначения по проблеме «Восстановление жизненных процессов при явлениях, сходных со смертью». В период Великой Отечественной войны он впервые применил разработанный комплекс реанимационных мероприятий для спасения раненых. В 1945—1946 годах Неговский опубликовал в «Journal of the American Medical Association» и «Nature» сообщения о клиническом опыте использования разработанного им метода сердечно-легочной реанимации.
Первое в мире отделение интенсивной терапии было создано в 1953 году в Копенгагене датским врачом Бьорном Ааге Ибсеном, который занимался разработкой способов искусственной вентиляции лёгких..
В 1959 году по инициативе Неговского был создан первый в СССР прообраз реанимационного отделения, который получил название «Центр по лечению шока и терминальных состояний».
Первую в мире программу обучения интенсивной терапии ввёл в США в 1960-е годы Петер Сафар.
Большие достижения в XX веке были и в области диагностики: с 1920-х годов для диагностики стали применяться рентгеновские лучи, с 1924 года — электрокардиография, в 1950-е годы — ультразвуковое исследование и
эндоскопия, с 1979 года — компьютерная томография.

### Более старые сочинения
- Скориченко-Амбодик Г. Г. Медицина // Энциклопедический словарь Брокгауза и Ефрона : в 86 т. (82 т. и 4 доп.). — СПб., 1890—1907.
- Lederc, «Histoire de la médecine où l’on voit l’origine et le progrès de cet art» (Женева, 1696);
- Goelicke, «Historia medicinae universalis» (Галле, 1717—1720);
- Freind, «The History of Physick from the time of Galen to the beginning of the XVI century» (Л., 1725—1726);
- Schultze, «Historia medicinae» (Лпц., 1728);
- Ackermann, «Institutiones historiae medicinae»;
- Tourtelle, «Histoire philosophique de la médecine» (П., 1804);
- Henker, «Geschichte der Heilkunde, nach den Quellen bearbeitet» (Б., 1822—1829);
- Leopold, «Die Geschichte der Medicin, nach ihrer objectiven und subjectiven Seite» (Б., 1863).